# Studená válka
Studená válka (anglicky Cold War, rusky холодная война) byl stav geopolitického a vojenského napětí zhruba v letech 1947–1991 mezi Sovětským svazem (SSSR) a jeho komunistickými spojenci tvořícími východní blok a Spojenými státy americkými (USA) a jejich kapitalistickými spojenci nazývanými západní blok.
Termín studená válka se používá proto, že mezi těmito dvěma supervelmocemi nedocházelo k žádným přímým bojům, ačkoli každá z nich podporovala protichůdné strany v regionálních konfliktech, tj. v zástupných válkách. Kromě boje o ideologický a ekonomický vliv a závodů ve zbrojení v oblasti konvenčních i jaderných zbraní se studená válka projevovala technologickými a jinými soupeřeními, jako byly vesmírné závody, špionáž, propagandistické kampaně, embarga a sportovní diplomacie. Soupeření vyvrcholilo v druhé studené válce od roku 1979 Reaganovou doktrínou, závody ve zbrojení (Hvězdné války, SDI). Období studené války skončilo pádem komunismu a následným rozpadem SSSR s odtržením států střední a východní Evropy z jeho sféry vlivu.
Zatímco SSSR se ve své sféře vlivu vměšoval do vnitrostátní politiky svých satelitních států, USA se prostřednictvím tajných operací CIA angažovaly ve státních převratech v zemích třetího světa a zahájily politiku „zadržování komunismu“ (Trumanova doktrína a Eisenhowerova doktrína) a celosvětovou antikomunistickou kampaň. Roku 1949 USA založily obrannou alianci NATO, na což SSSR v roce 1955 zareagoval založením aliance Varšavské smlouvy. USA a západní státy podporovaly zakládání regionálních antikomunistických vojenských aliancí, například Rijský pakt (1947), Bagdádský pakt (CENTO, 1949), ANZUS (1952) nebo SEATO (1955). Řada zemí třetího světa, které procházely dekolonizačním procesem, odmítla soupeření dvou supervelmocí a na základě principů smluvených na Bandungské konferenci (1955) založila v roce 1961 Hnutí nezúčastněných zemí.

## Charakteristika
Studené válce předcházely dvě velké katastrofy, první a druhá světová válka, které proběhly v letech 1914–1918 a 1939–1945. V důsledku těchto událostí se světové společenství dohodlo na založení Organizace spojených národů, zkráceně OSN. V Chartě OSN, ratifikované 24. října 1945, je stanoveno, že státy a národy, které se staly členy OSN, se zavazují „uchránit budoucí pokolení před metlou války, která dvakrát za našeho života přinesla lidstvu nevýslovné strasti“. Použití síly je podle Charty OSN legitimní pouze tehdy, když bylo schváleno Radou bezpečnosti OSN.
Většina válečných či ozbrojených konfliktů, které proběhly v období studené války, se sice svým charakterem od sebe velmi podstatně liší, mají však jako společný znak, že nebyly legální, protože nebyly schváleny formou závazné rezoluce Rady bezpečnosti. Z morálního hlediska mohou všechny války, za nimiž stála snaha organizovaným násilím či krutostí donutit protivníka, aby změnil své chování, a vedly ke ztrátě lidských životů, být považovány za odsouzeníhodné.

Geopolitické rozdělení světa v roce 1959:
Varšavská smlouva, Východní blok
NATO, Západní blok
jiní spojenci SSSR
jiní spojenci USA
kolonie západních států
neutrální země

Studená válka, která začala zhruba roku 1947 a trvala až do rozpadu Sovětského svazu roku 1991, sice nepřerostla ve skutečné válečné střetnutí, střet mezi oběma velmocemi ovšem nemohl být ničím jiným než třetí světovou válkou a první jadernou válkou, do níž by byla pravděpodobně zapojena celá planeta. Kromě toho se na zbytku zeměkoule odehrávalo mnoho dalších konfliktů, v nichž se bojovalo „v zastoupení“ těchto supervelmocí. Vedly se války mezi regulérními ozbrojenými silami, války proti civilistům, občanské války a nově se začalo mluvit o teroristické válce a o válce proti teroru. Její hlavní účastníci vedli tento boj nejrůznějšími metodami, především budováním vojenských koalic, zástupnými válkami, závody ve zbrojení, vojenskou a ekonomickou pomocí zranitelným státům ve vlastní sféře vlivu, špionáží, propagandou, hospodářskými blokádami (například tzv. obilným embargem USA vůči SSSR), předháněním se v technické vyspělosti (například vesmírnými závody) a také rivalitou při sportovních kláních.

Geopolitické rozdělení světa v roce 1975:
SSSR a Východní blok, ČLR
NATO a spojenci, Západní blok
neutrální země

Přestože SSSR i USA patřily v druhé světové válce mezi Spojence, neshodly se v politické filosofii a v názorech na uspořádání poválečného světa. Sovětský svaz vytvořil východní blok ze států východní a střední Evropy, které zprvu také vojensky okupoval, a později si v nich upevnil moc vytvořením vojenského uskupení zvaného Varšavská smlouva (1955–1991) a hospodářského společenství zvaného Rada vzájemné hospodářské pomoci (RVHP). Spojené státy naopak vytvořily západní blok ze států západní Evropy, jako hlavní strategii používaly doktrínu zadržování (containment) komunismu – jakožto ideologie i státního uspořádání – a k tomuto účelu založily několik smluvních organizací, např. Severoatlantickou alianci (North Atlantic Treaty Organization, NATO). Některé státy, které zůstaly mimo dvě rivalizující společenství, vytvořily Hnutí nezúčastněných zemí.
USA vyhlásilo Marshallův plán, aby zajistilo rychlejší obnovu poválečné Evropy, ale Sovětský svaz nenechal žádný ze států východního bloku plán přijmout. V Latinské Americe a jihovýchodní Asii zase SSSR podporovalo socialistické revoluce, což se nelíbilo mnoha západním zemím; některé z nich se proto snažily socialistický režim svrhnout, což přineslo smíšené výsledky.
Studená válka zaznamenala období relativního klidu i vysokého mezinárodního napětí – např. berlínská blokáda (1948–1949), korejská válka (1950–1953), druhá berlínská krize (1961), válka ve Vietnamu (1959–1975), karibská krize (1962), sovětská válka v Afghánistánu (1979–1989) nebo cvičení se simulací jaderné války NATO Able Archer 83 (1983). Obě strany využívaly politiku détente k uvolnění napětí a doktrínu vzájemně zaručeného zničení jadernými zbraněmi k vyhnutí se přímým vojenským střetnutím.

Prezident Spojených států amerických Ronald Reagan (vlevo) a generální tajemník Sovětského svazu Michail Sergejevič Gorbačov (vpravo) v roce 1985

V 80. letech 20. století USA pod Reaganovou doktrínou zvýšily diplomatický, vojenský a ekonomický tlak na Sovětský svaz v době, kdy tento stát trpěl ekonomickou stagnací (vojenská zátěž sovětské ekonomiky vzrostla z 12 % HDP v roce 1970 na 18 % v roce 1980 a pravděpodobně dosáhla 21 % v roce 1985). Ke konci 80. let sovětský vůdce Michail Sergejevič Gorbačov zavedl reformní kroky perestrojku (česky „přestavba“; 1987) a glasnosť (česky „otevřenost“; cca 1985). Spolu s dalšími faktory přispěly tyto reformy de facto k rozpadu Sovětského svazu a celého východního bloku. Studená válka skončila po rozpadu Sovětského svazu v roce 1991 a po ní zůstaly Spojené státy po dlouhou dobu dominantní vojenskou mocností.

## Původ názvu
Na konci druhé světové války použil anglický spisovatel a novinář George Orwell termín „studená válka“ (anglicky cold war) ve svém eseji „You and the Atomic Bomb“ (česky „Vy a atomová bomba“), vydaném 19. října 1945 v magazínu Tribune. Přemýšlel o světě, který byl (a doposud je) pod neustálou hrozbou jaderné války, a varoval před falešným mírem. „Studenou válkou“ nazval ideologický střet mezi Sovětským svazem a západními mocnostmi. Navíc 10. března 1946 napsal v novinách The Observer: „Po moskevské konferenci v  prosinci položilo Rusko základy pro ,studenou válku‘ s Británií a Britským impériem.“
Tento termín k popisu poválečného geopolitického napětí mezi SSSR a jeho satelitními státy na jedné straně a Spojenými státy a západoevropskými zeměmi na straně druhé poprvé oficiálně použil Bernard Baruch, americký finančník a prezidentský poradce. V Jižní Karolíně 16. dubna 1947 přednesl projev napsaný žurnalistou Herbertem Swopem, ve kterém řekl: „Nenechme se klamat: jsme uprostřed studené války.“ Novinář Walter Lippmann termín rozšířil svou knihou Cold War (1947).

## Pozadí

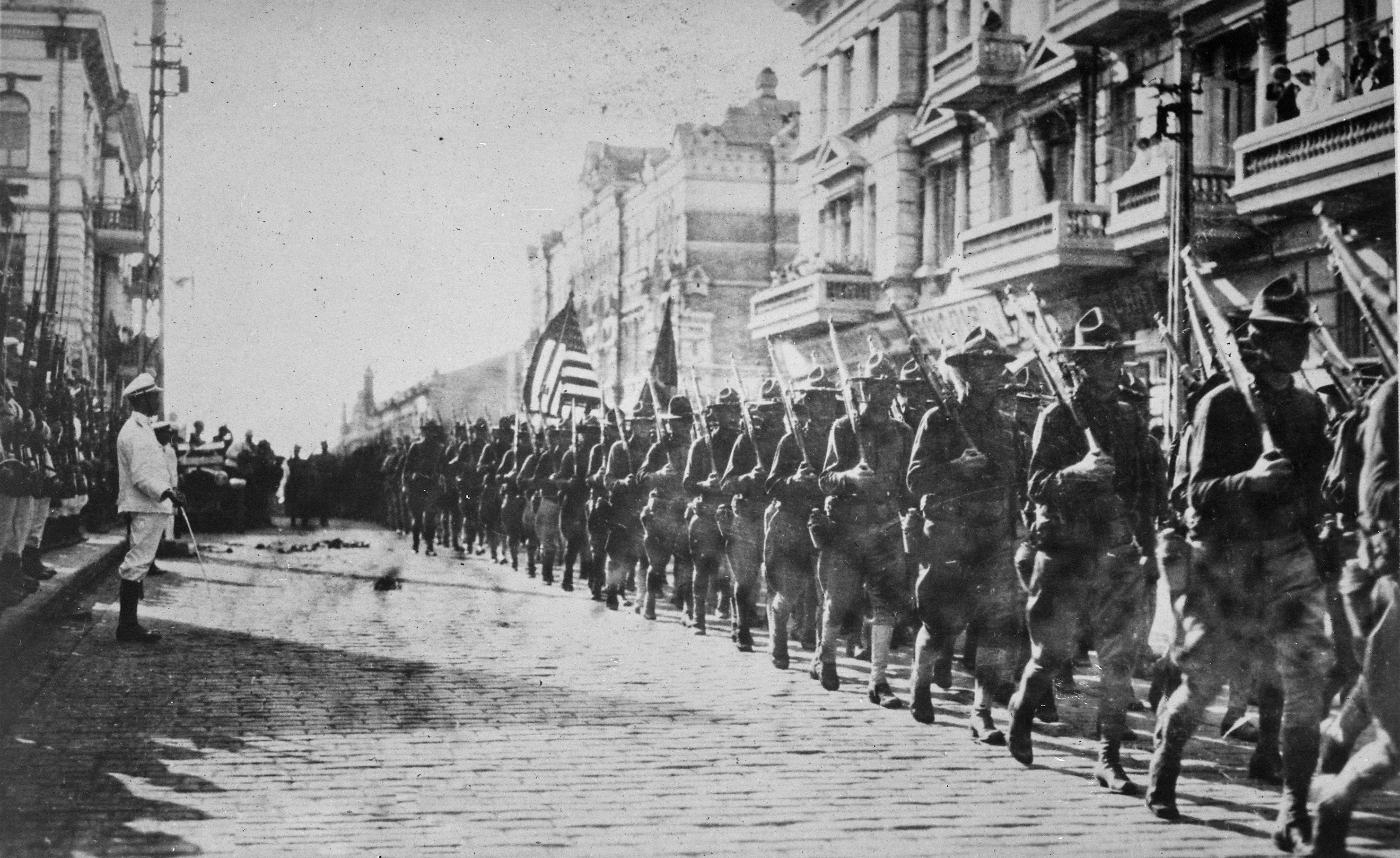
Americké vojenské jednotky ve Vladivostoku během intervence Dohody v ruské občanské válce.

Mezi historiky nepanuje shoda v určení začátku studené války. Většina historiků za něj považuje období krátce po druhé světové válce, někteří ho ale vidí už ke konci první světové války. Např. napětí mezi Ruským impériem a Velkou Británií ale trvalo již od 19. století, například kvůli tzv. „východní otázce“ neboli sporům o Balkán.
Po bolševické revoluci roku 1917 ostatní státy zaujaly vůči SSSR nepřátelský postoj a izolovaly jej od mezinárodní diplomacie. Sovětský vůdce Vladimir Iljič Lenin to komentoval slovy „jsme v nepřátelském kapitalistickém obklíčení“ a na diplomacii hleděl jako na zbraň, která pomůže Sovětům udržet své nepřátele rozděleny. Založil Kominternu, která podněcovala celosvětové komunistické hnutí.
Leninův nástupce Stalin v roce 1925 předvídal vznik bipolárního světa, když předestřel vizi vzniku dvou center – kapitalistického a socialistického (Sovětského svazu) –, která budou přitahovat státy se stejným zřízením. Bezprostředně však hodnotil situaci jako období pouhé „dočasné stabilizace kapitalismu“. Sovětská diplomacie podle něj měla sloužit zájmům své země, „socialistického ostrova“. Jejím úkolem bylo bránění nepřátelské agresi i využívání rozporů mezi nepřátelskými státy k získání výhod pro SSSR.
Vzájemná nedůvěra a podezřívání mezi západními státy a Sovětským svazem se projevovala po celé meziválečné období, živilo ji např. bolševické odsuzování kapitalismu a západní kritika socialismu; pokračující podpora antibolševických bělogvardějců Západem a z druhé strany financování britské generální stávky v roce 1926 sovětskými odbory; odmítání kapitalistických zemí navázat diplomatické styky se Sovětským svazem – Američané uznali Sovětský svaz až roku 1933; a stalinistické Moskevské procesy při Velké čistce, kdy byli lidé obviňováni ze špionáže pro Spojené království, Francii, Japonsko a Německo.
Po německé invazi v červnu 1941 se Spojenci rozhodli Sovětskému svazu pomoci; Spojené království s ním uzavřelo oficiální spojenectví a Spojené státy neoficiální. Během války Spojené státy dodávaly Spojenému království a Sovětskému svazu výzbroj, výstroj a materiály přes program půjčky a pronájmu. Přesto sovětské vedení zůstalo podezřívavé a věřilo, že Britové a Američané se spikli a záměrně oddálili vznik druhé protiněmecké fronty, aby nacistickému náporu čelil co nejdéle pouze Sovětský svaz.

## Konec druhé světové války a poválečné období (1945–47)

### Konference během války o poválečné Evropě

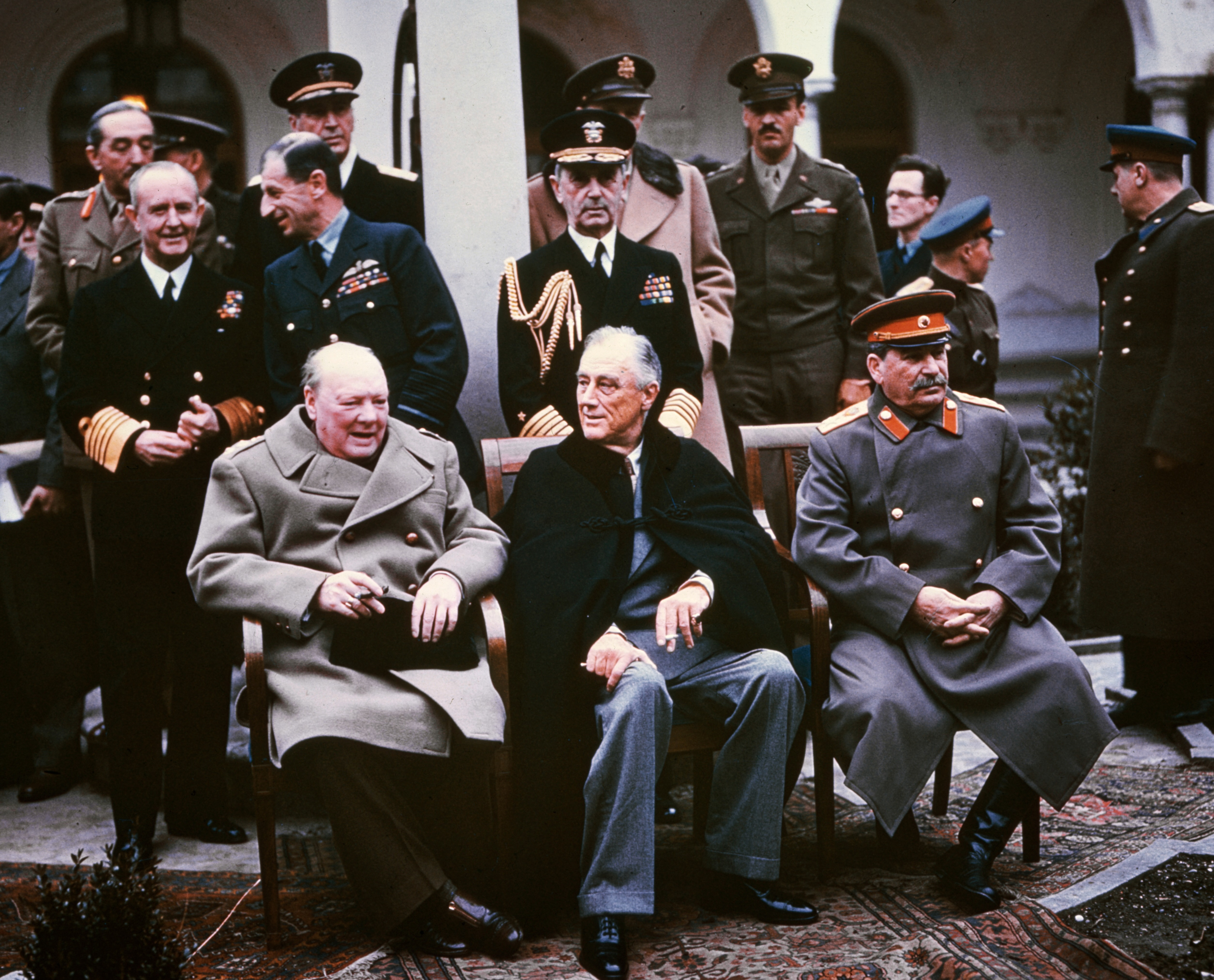
„Velká trojka“ na jaltské konferenci: Winston Churchill, Franklin D. Roosevelt a Josif Stalin, 1945

Spojenci se neshodli ve svých představách o uspořádání poválečné Evropy. Každá strana měla odlišné názory na udržování poválečné bezpečnosti. Západní Spojenci si přáli systém, ve kterém by demokratické země řešily konflikty mírovou cestou přes mezinárodní organizace, zatímco Sovětský svaz chtěl zvýšit bezpečnost vměšováním se do vnitřní politiky států, které ho obklopovaly.
Rozdíl byl i mezi představami USA a Spojeného království. Zatímco Rooseveltovy cíle – vojenské vítězství v Evropě i Asii, ekonomické překonání Britského impéria Spojenými státy a založení světové mírové organizace – byly globálnějšího charakteru, Churchill za hlavní cíle považoval ochranu Středozemního moře a nezávislost východoevropských států, které by fungovaly jako nárazníkové státy mezi Spojeným královstvím a Sovětským svazem.
Pro Američany představoval Stalin potenciálního spojence při dosahování svých cílů, pro Brity naopak hrozbu. Protože Sověti ovládali většinu východní Evropy, tyto dvě západní velmoci se přely o jeho přízeň. Rozdíly v jejich myšlení vedly k několika individuálním dohodám Sovětů s jednou z nich. V říjnu 1944 odcestoval Churchill do Moskvy a dohodl se na rozdělení Balkánu do jednotlivých sfér vlivu a Roosevelt v Jaltě podepsal se Stalinem dohodu týkající se Asie a odmítl podpořit Churchilla v záležitostech Polska.

Poválečné okupační zóny Německa

Další vyjednávání Spojenců o poválečné situaci se konalo na jaltské konferenci v únoru 1945, ale ani zde se mocnosti jednoznačně neshodly. Prezident Harry S. Truman mimo jiné nesouhlasil se sovětskou podporou Polského výboru národního osvobození, což byla Sověty ovládaná konkurence Polské vlády v exilu.
Po konci druhé světové války začali Sověti okupovat východní Evropu, zatímco západní Spojenci zůstali v západní Evropě. Okupované Německo si Sovětský svaz, Spojené státy, Spojené království a Francie rozdělily na čtyři okupační zóny.
Na konferenci Spojenců v roce 1945 v San Franciscu byla založena mezinárodní Organizace spojených národů (OSN) za účelem udržení světového míru, ale funkčnost její Rady bezpečnosti byla omezena možností veta, kterou má každý její člen. Proto OSN nakonec ztratila svou efektivitu.

### Postupimská konference a porážka Japonska

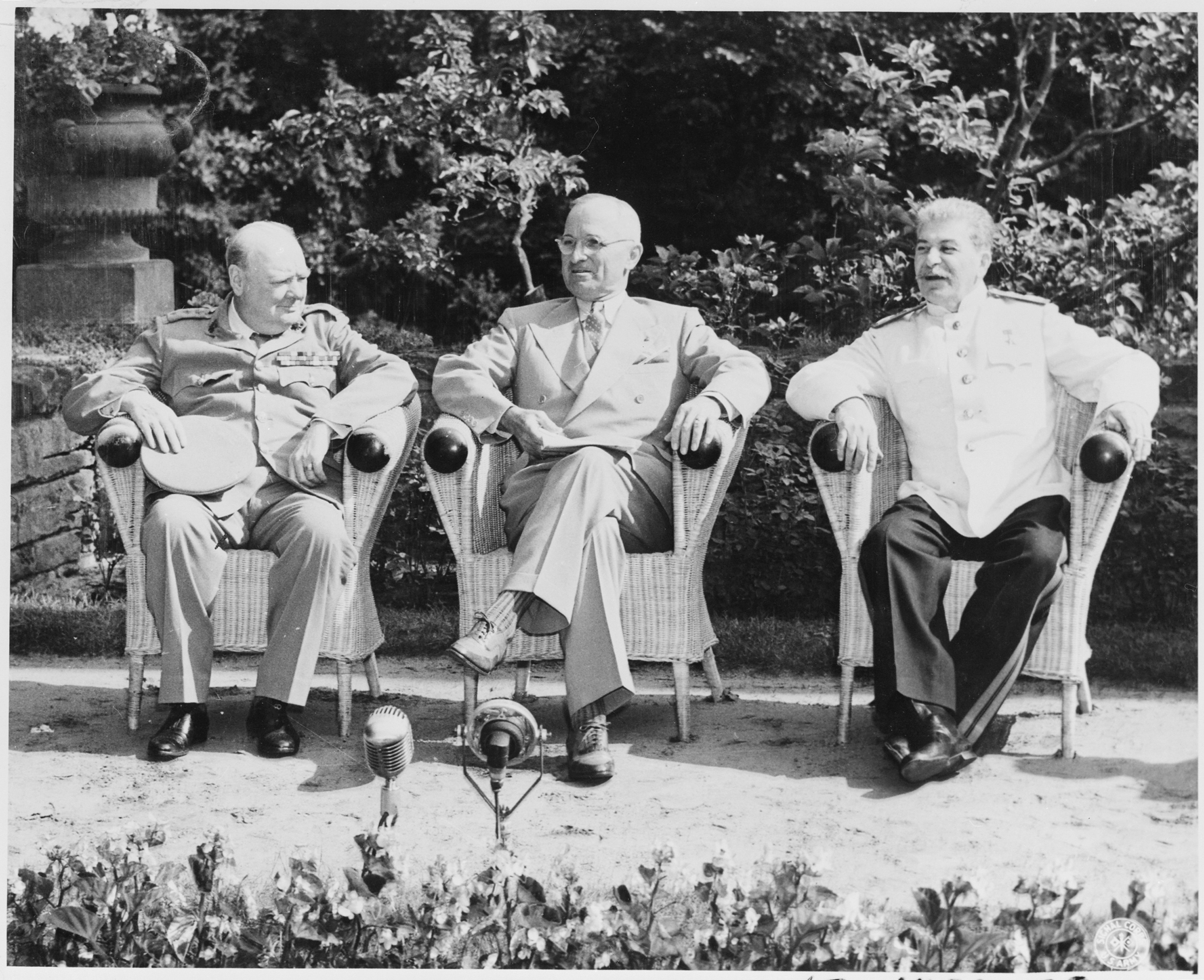
Winston Churchill, Harry S. Truman a Josif Stalin na postupimské konferenci v roce 1945

Na postupimské konferenci, která začala ke konci července po kapitulaci Německa, se Velká trojka dále dohadovala o uspořádání poválečné Evropy. Antipatie mezi mocnostmi nadále narůstala. Na této konferenci Truman informoval Stalina, že Spojené státy mají v držení silnou novou zbraň.
Stalin věděl, že Američané vyvíjeli atomovou bombu, ale protože sovětský program pro její vývoj také pokračoval, přijal zprávu v klidu. Nesouhlasil ovšem se svržením jaderných hlavic na Hirošimu a Nagasaki, které Spojené státy učinily týden po skončení konference.
I když Sovětský svaz demobilizovat milony vojáků, stále měl největší armádu v Evropě, a posiloval své loďstvo. Americké držení atomové bomby ale přimělo Stalina odvolat připravovaný útok na Turecko, kterým si chtěl zajistit volný průchod svých válečných lodí z Černého moře do Středozemního moře.

### Počátky východního bloku

Poválečné územní změny ve východní Evropě a formace východního bloku

Během konečných fází druhé světové války zformoval Sovětský svaz východní blok anexí několika zemí, které byly do jeho sféry vlivu původně zařazeny paktem Ribbentrop–Molotov, jako svazových republik. Mezi nimi bylo východní Polsko (které bylo začleněno do dvou svazových republik), Lotyšsko (z kterého se stala Lotyšská SSR), Estonsko (Estonská SSR), Litva (Litevská SSR), část východního Finska (připojené ke Karelo-finské SSR) a východní Rumunsko (Moldavská SSR).
Východoevropské státy, které Sověti osvobodili od nacistů, byly do východního bloku postupně začleněny jako satelitní státy. Mezi ně patřila Německá demokratická republika, Polská lidová republika, Bulharská lidová republika, Maďarská lidová republika, Československá republika (nebo též Československá socialistická republika), Rumunská socialistická republika a Albánská lidová republika. Na území většiny těchto států byla od konce druhé světové války dislokovaná Rudá armáda, v ČSSR až od roku 1968.
Většina států ve východním bloku převzala po vzoru Sovětského svazu plánovanou ekonomiku.

### Vybudování napětí
9. února 1946 prohlásil Stalin, že komunismus a kapitalismus jsou neslučitelné společenské řády, a proto je válka nevyhnutelná. Krátce poté 1946 napsal George Frost Kennan Dlouhý telegram, ve kterém byla vytyčena nová strategie diplomatických vztahů vůči SSSR. 6. září 1946 pronesl americký státník James Francis Byrnes proslov, ve kterém odmítl Morgenthauův plán (návrh na rozdělení a deindustrializaci poválečného Německa) a upozornil Sověty, že Spojené státy plánují ponechat své vojenské jednotky v Evropě.
Týden po uveřejnění Dlouhého telegramu pronesl bývalý britský premiér Winston Churchill ve Fultonu v Missouri známý projev, ve kterém použil a do všeobecného povědomí tak uvedl výraz železná opona. V něm požadoval spolupráci Británie a USA proti Sovětům, které vinil za vytvoření „železné opony spuštěné napříč kontinentem“. Stalina Chruchillova slova rozzuřila a označil Chruchilla za válečného štváče.

## Od doktríny zadržování po korejskou válku (1947–53)

### Kominforma a roztržka mezi Titem a Stalinem
V září 1947 Sověti vytvořili Kominformu, mezinárodní organizaci komunistických stran, která měla utužit kontrolu nad sovětskými satelitními státy. Hned následujícího roku byla ale Kominforma kvůli roztržce mezi Titem a Stalinem nucena vyloučit ze svých řad Jugoslávii, která sice zůstala komunistickou, ale přidala se ke Hnutí nezúčastněných zemí. Předmětem roztržky byla Titova neochota plně se podřídit Stalinovi a Sovětskému svazu.

### Doktrína zadržování a Trumanova doktrína

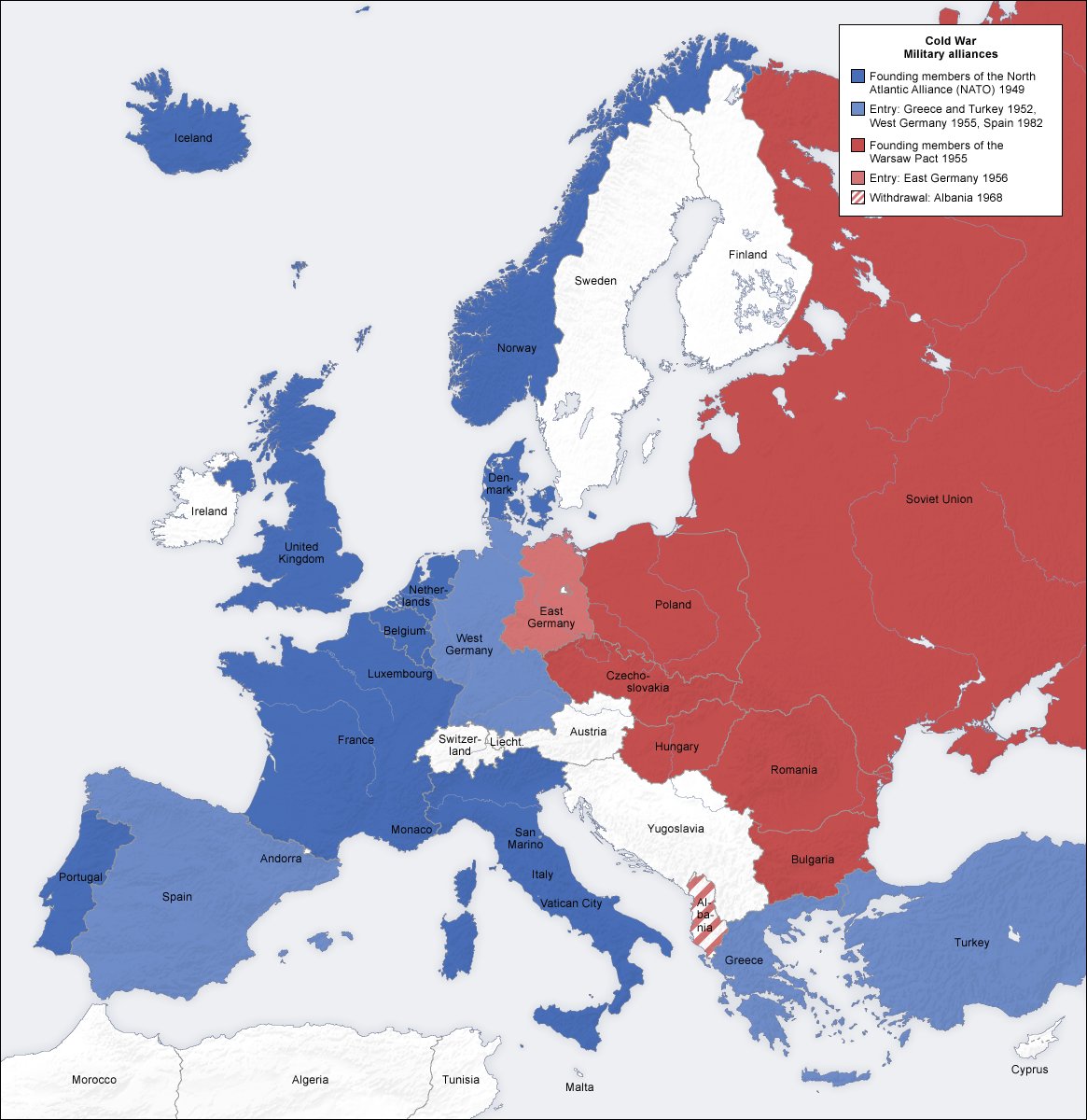
Evropské vojenské smlouvy

V roce 1947 poradci přesvědčili amerického prezidenta Harryho S. Trumana, aby okamžitě podnikl kroky pro potlačení sovětského vlivu s ohledem na snahy Stalina podkopat moc USA podporováním soupeření mezi kapitalistickými státy, které by mezi sebou mohly začít válčit.
V únoru 1947 britská vláda oznámila, že už si nemůže dovolit financovat řeckou vládu v občanské válce proti komunistickým povstalcům. USA na toto oznámení odpověděly doktrínou zadržování, jejímž cílem bylo zastavit rozmáhání komunismu. Truman přednesl projev, ve kterém slíbil poskytnout 400 milionů dolarů na pomoc v této válce a vyhlásil Trumanovu doktrínu, která konflikt označila za boj mezi svobodnými lidmi a totalitními režimy.

### Marshallův plán a Únor 1948

Mapa Evropy a blízkého Východu během studené války zobrazující země, které přijaly Marshallův plán. Modré sloupce znázorňují míru obdržené pomoci.

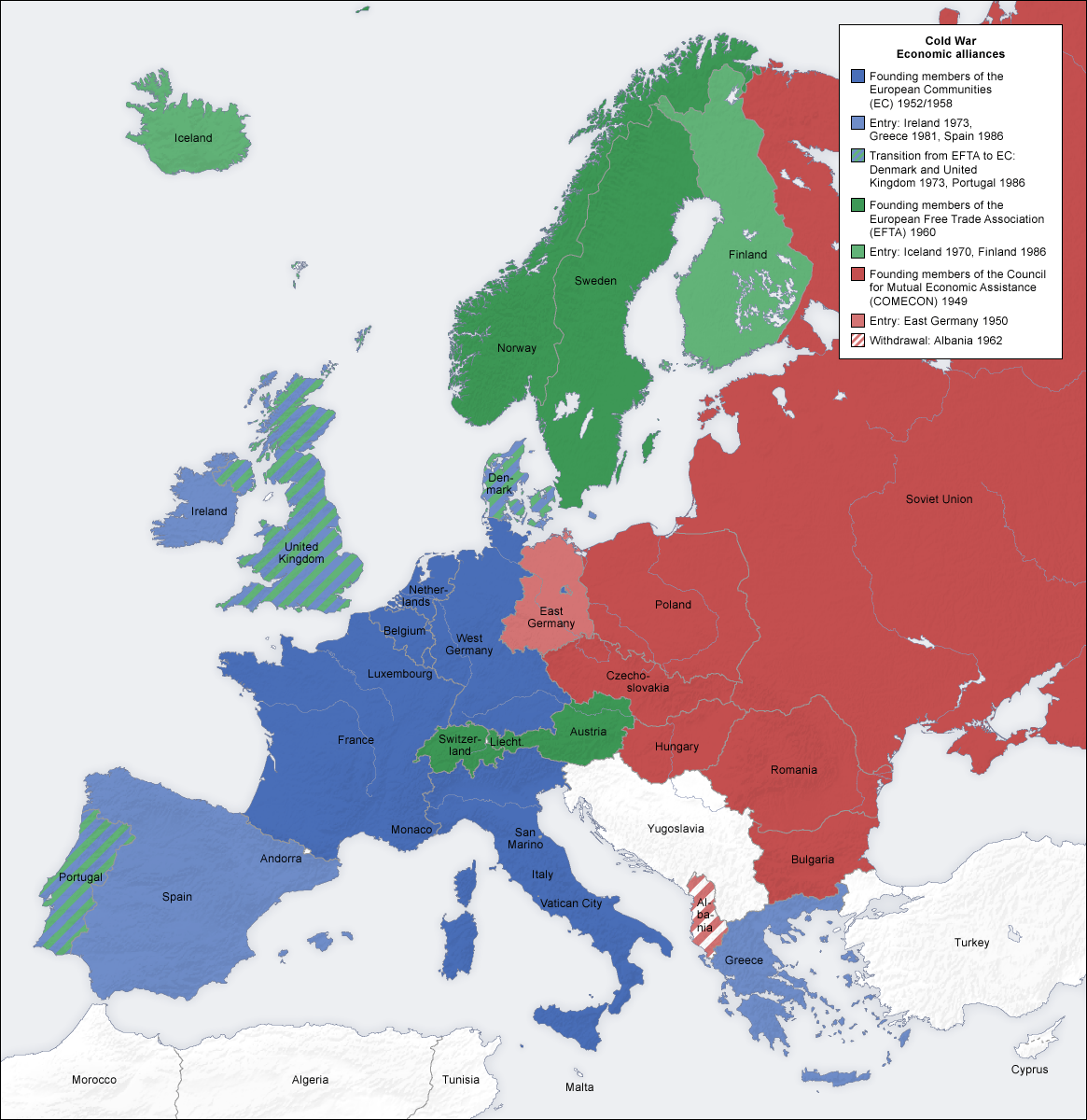
Evropské ekonomické aliance

Na začátku roku 1947 se Spojené království, Francie a Spojené státy neúspěšně pokusily o dohodu se Sovětským svazem týkající se plánu na ekonomicky samostatné Německo. V červnu 1947 Spojené státy zahájily Marshallův plán, který měl zabezpečit pomoc poválečné Evropě.
Záměry plánu byly přestavba demokratických a ekonomických systémů v Evropě a postavení se hrozbě, kterou představovalo šíření komunismu. O měsíc později Truman podepsal Zákon o národní bezpečnosti, který vytvořil sjednocené ministerstvo obrany, Ústřední zpravodajskou službu (CIA) a Národní bezpečnostní radu.
Stalin, který věděl, že ekonomická integrace se Západem by umožnila státům východního bloku vymanit se ze sovětské moci a že právě o to se USA snaží, proto těmto státům zakázal Marshallův plán přijmout. Sovětskou alternativou pro východní Evropu se stal Molotovův plán, který byl později, v lednu 1949, přetvořen v Radu vzájemné hospodářské pomoci.
Na začátku roku 1948 komunisté převzali vládu v Československu, což byla do té doby jediná země východního bloku, které Sověti povolili ponechat si demokratický systém vlády. Tento vývoj odstranil poslední známky nesouhlasu s Marshallovým plánem v americkém Kongresu.
Trumanova doktrína a Marshallův plán vedly k miliardám dolarů na ekonomickou a vojenskou pomoc pro státy západní Evropy, Řecko a Turecko. S pomocí Spojených států vyhrála řecká armáda občanskou válku a italští křesťanští demokraté vyhráli nad komunisticko-socialistickou aliancí ve volbách roku 1948.

### Berlínská blokáda a letecký most

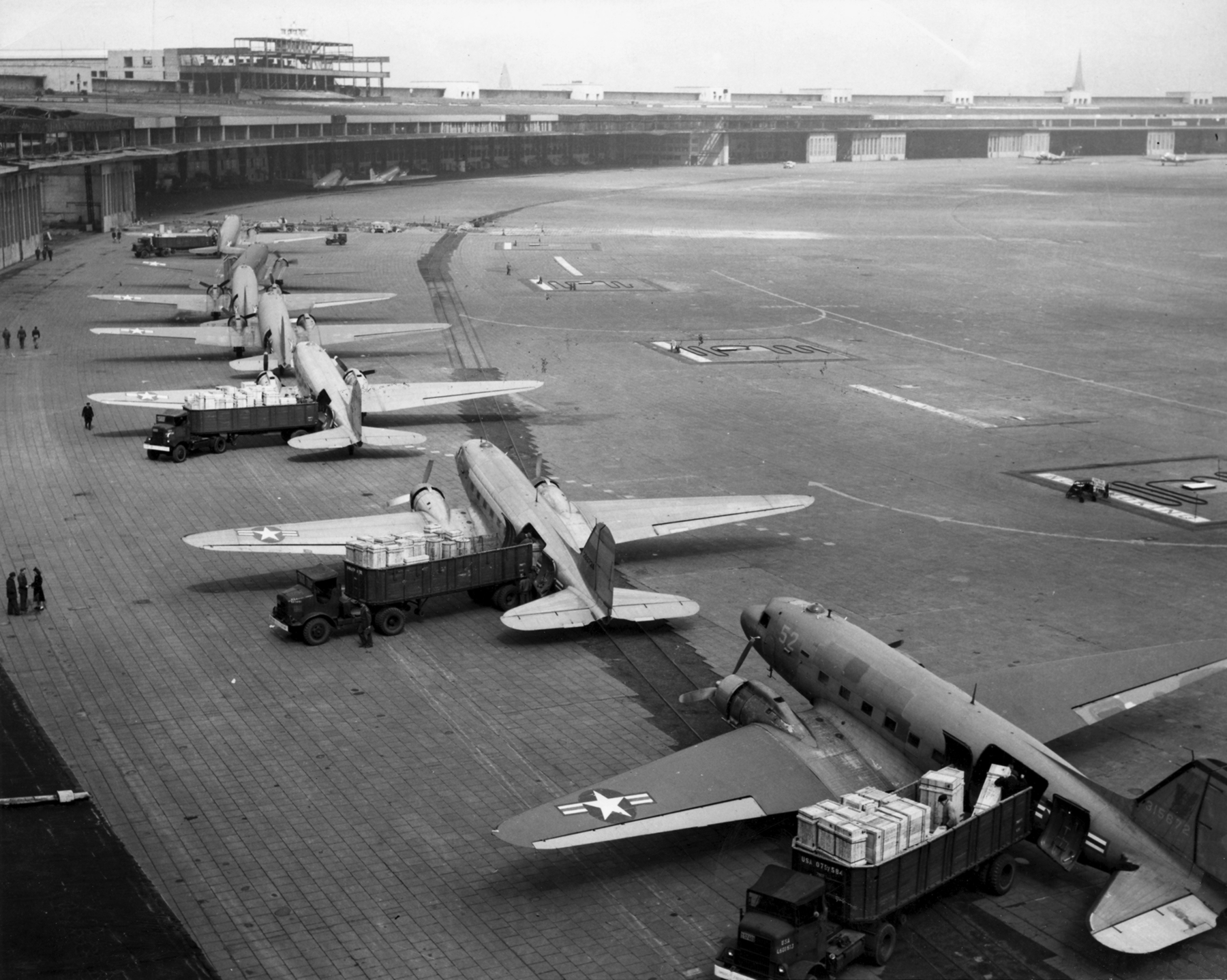
Letouny C-47 na letišti Berlín-Tempelhof během berlínské blokády

Spojené státy a Británie sloučily západoněmecké okupační zóny do bizónie (1. ledna 1947; později, v dubnu 1949, se přidala Francie a vznikla trizónie). Jako součást ekonomické přestavby Německa zavedly na začátku roku 1948 západní mocnosti novou měnu – německou marku – a nahradili tak starší říšskou marku.
Brzy poté Stalin zahájil berlínskou blokádu, jednu z prvních velkých krizí studené války. Ta zabraňovala dodávkám jídla a zásob do Západního Berlína pozemní cestou přes sovětské okupační zóny. Spojené státy, Spojené království, Francie, Kanada, Austrálie, Nový Zéland a další státy vytvořily letecký most, aby mohly jídlo, uhlí, benzín a další materiál Západnímu Berlínu poskytovat. V květnu 1949 Stalin ustoupil a blokádu zrušil, ale letecké dodávky pokračovaly až do září. Během zhruba 278 000 letů bylo do Západního Berlína dopraveno přes 2,3 milionů tun zboží.

### Počátky NATO a rádio Svobodná Evropa

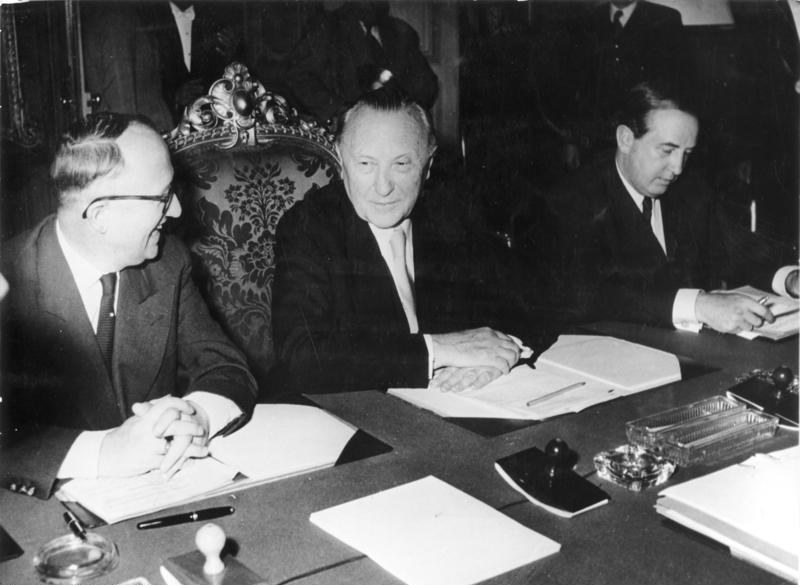
Konrad Adenauer a Walter Hallstein (vlevo) 23. října 1954 v Paříži, kde bylo dohodnuto zapojení Západního Německa do NATO

V dubnu 1949 Spojené království, Francie, Spojené státy, Kanada a osm dalších západoevropských států podepsaly Severoatlantickou smlouvu, čímž založily Severoatlantickou alianci (NATO). V srpnu toho roku byla v Semeji v Kazašské SSR otestována první sovětská jaderná zbraň. Poté, co se v roce 1948 Sovětský svaz odmítl podílet na obnově Německa, zřídily USA, Spojené království a Francie v květnu 1949 spojením svých tří okupačních zón Západní Německo. Sovětský svaz v říjnu toho roku ze své zóny vytvořil Německou demokratickou republiku (NDR).
Média ve východním bloku sloužila ku prospěchu komunistů. Rádia a televizní společnosti byly ve vlastnictví států a tištěná média většinou vlastnily komunistické strany. Sovětská propaganda fungovala na principu napadání kapitalismu marxistickou filosofií.
K BBC a Hlasu Ameriky, rozhlasovým stanicím vysílajícím pro východní Evropu, se v roce 1949 přidala Svobodná Evropa, která měla za úkol šířit objektivní informace a sloužit tak jako alternativa ke kontrolovaným domácím médiím.
Na začátku 50. let se Spojené státy snažily o vyzbrojení Západního Německa a to se v roce 1955 stalo členem NATO.

### Čínská občanská válka a SEATO
V roce 1949 Lidová osvobozenecká armáda Mao Ce-tunga porazila Spojenými státy podporovanou Čankajškovu vládu Kuomintangu (KMT). Sovětský svaz poté rychle uzavřel spojenectví s nově vzniklou Čínskou lidovou republikou. Čankajšek a jeho Kuomintang se stáhli na Tchaj-wan. Trumanova vláda se po tomto incidentu snažila rychle rozšířit doktrínu zadržování.
Spojené státy tak rozšířily doktrínu zadržování do Asie, Afriky a Latinské Ameriky, aby zabránily revolučním vlasteneckým hnutím, které byly často vedeny komunistickými stranami a financovány Sovětským svazem. Na začátku 50. let uzavřely USA spojenectví s Japonskem, Austrálií, Novým Zélandem, Thajskem a Filipínami (nejznámějšími jsou ANZUS z roku 1951 a SEATO z roku 1954).

### Korejská válka

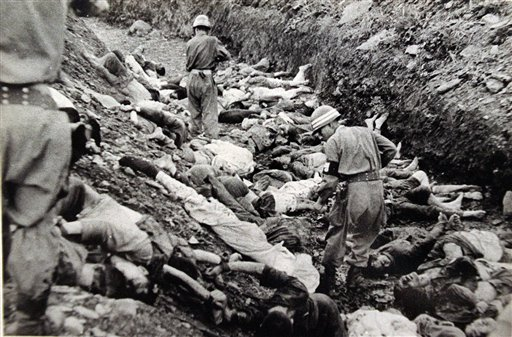
Poprava Jihokorejců podezřelých ze sympatií ke komunismu v červenci 1950

Jedním z významných důsledků doktríny zadržování byl začátek Korejské války. V červnu 1950 překročila Kim Ir-senova Korejská lidová armáda 38. rovnoběžku a vtrhla do Jižní Koreje. Ke Stalinově překvapení podpořila obranu Jižní Koreje Rada bezpečnosti OSN, i když Sověti bojkotovali její setkání z důvodu, že stálým členem Rady byl Tchaj-wan a ne komunistická Čína. Na obranu invaze se spojily vojenské síly Jižní Koreje, Spojených států, Spojeného království, Turecka, Kanady, Austrálie, Francie, Jihoafrické republiky, Filipín, Nizozemska, Belgie, Nového Zélandu a dalších zemí.
Ve státech účastnících se války, např. ve Spojeném království, bylo veřejné mínění rozdělené na dva tábory, jeden válku podporoval a druhý odsuzoval. Mnozí se báli vystupňování konfliktu ve válku s komunistickou Čínou a dokonce v jadernou válku. Kvůli silnému odporu vůči válce se Britové snažili konflikt ukončit co nejdříve.
I když byli Číňané a Severokorejci válkou vysíleni a chtěli ji ukončit do konce roku 1952, Stalin požadoval pokračování bojů a příměří bylo vyhlášeno až v červenci 1953 po jeho smrti. Severokorejský vůdce Kim Ir-sen nastolil tvrdou diktaturu, kdy si přiřkl neomezenou moc a vytvořil okolo sebe silný kult osobnosti. Na Jihu zkorumpovaný prezident I Sung-man vytvořil podobný autoritativní režim. V roce 1960 byl po protestech nucen odejít do vyhnanství, ale Jižní Korea se pak potýkala s autoritativními vládci až do roku 1987, kdy byla znovu nastolena demokracie.

## Krize a vystupňování (1953–62)

### Chruščov, Eisenhower a destalinizace

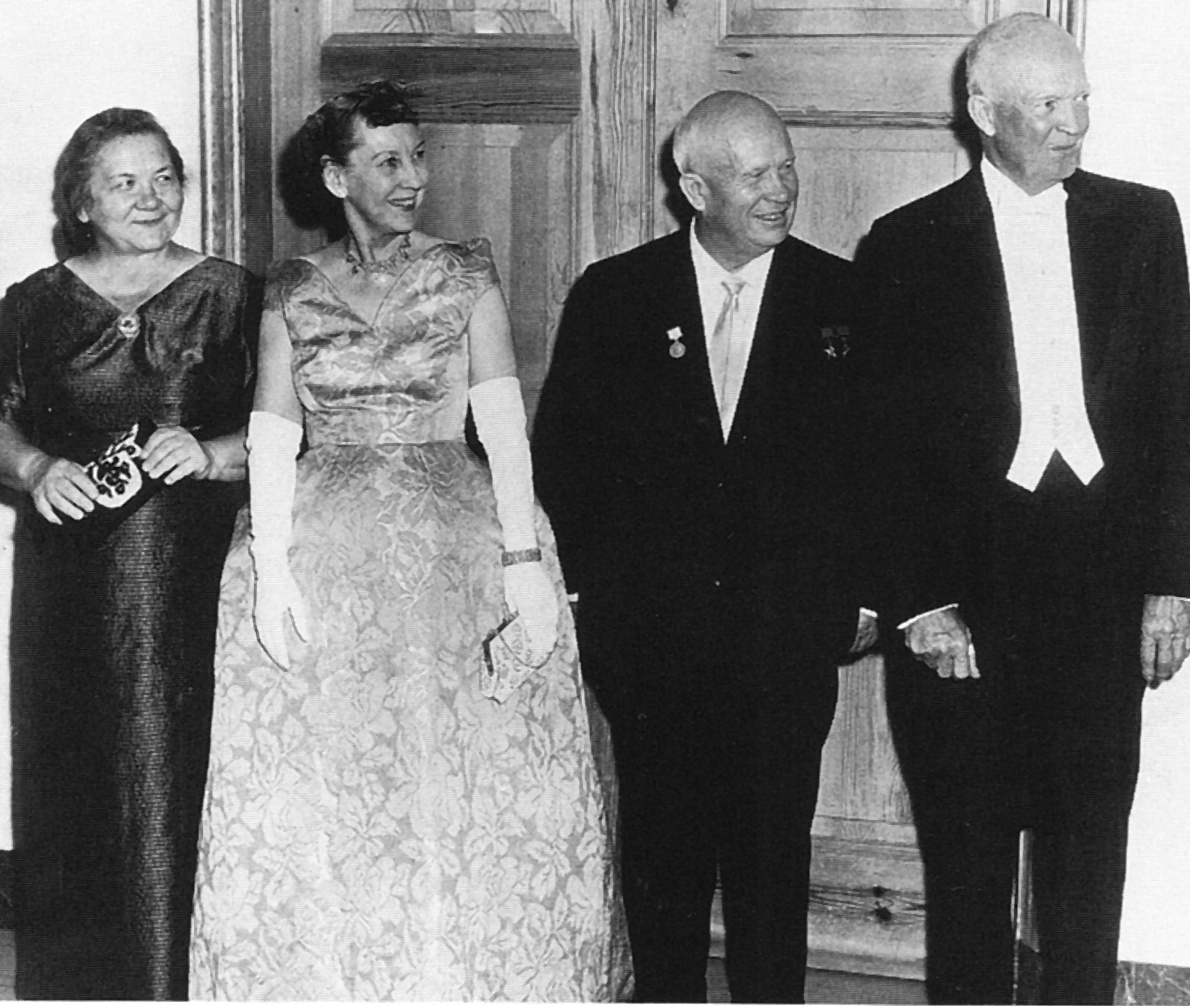
Chruščov a Eisenhower na společné večeři s manželkami v roce 1959

V roce 1953 se změnili političtí vůdci v USA i SSSR. Dwight D. Eisenhower se stal prezidentem v lednu. Během posledních 18 měsíců Trumanovy vlády se americký rozpočet na obranu zečtyřnásobil a Eisenhower výdaje na armádu snížil o třetinu. USA si během války v Koreji uvědomily, že v středu Evropy neexistuje silný spojenec proti východnímu bloku, a tak bylo Západní Německo vyzbrojeno a v roce 1955 se stalo součástí NATO.
Po smrti Stalina se moci nad Sovětským svazem poté, co nechal popravit Lavrentije Pavloviče Beriju a do ústraní odsunul Georgije Malenkova a Vjačeslava Molotova, ujal Nikita Sergejevič Chruščov. Ten 25. února 1956 na XX. sjezdu KSSS pronesl projev Kult osobnosti a jeho důsledky, v němž odhalil a odsoudil Stalinovy zločiny. Poté začal proces destalinizace, který měl za cíl omezit negativní důsledky Stalinovy vlády. V NDR nejistota po Stalinově smrti vyústila v povstání.
Dne 18. listopadu 1956 při přijímání velvyslanců západních zemí na polské ambasádě v Moskvě Chruščov prohlásil: „Ať se vám to líbí nebo ne, dějiny jsou na naší straně. Pohřbíme vás.“ Později sdělil, že nemluvil o jaderné válce, ale spíše o historicky předurčeném vítězství komunismu nad kapitalismem. V roce 1961 řekl, že i když je SSSR pozadu za Západem, během jednoho desetiletí se rozdíly smažou a během dvou desetiletí zůstanou kapitalistické země pod jeho úrovní.
Eisenhowerův ministr zahraničí John Foster Dulles zahájil novou strategii, kdy se Spojené státy začaly více spoléhat na hrozbu jiným státům jadernými zbraněmi.

### Varšavská smlouva a Maďarské povstání

Mapa států, které podepsaly Varšavskou smlouvu

I když Stalinova smrt v roce 1953 mírně uvolnila napětí mezi oběma stranami, situace v Evropě zůstala komplikovaná. Sověti, kteří již v roce 1949 zavedli systém vzájemné pomoci ve východním bloku, založili v roce 1955 formální pakt, Varšavskou smlouvu.
V roce 1956, krátce poté, co Chruščov sesadil maďarského stalinistického politika Mátyáse Rákosiho, proběhlo Maďarské povstání. V reakci na celonárodní povstání nový režim rozpustil tajnou policii, oznámil úmysl opustit Varšavskou smlouvu a slíbil návrat svobodných voleb. Sověti na tyto události odpověděli invazí do Maďarska. Asi 20 000 Maďarů bylo zabito a tisíce dalších zatčeno, uvězněno a deportováno do Sovětského svazu. Asi 200 000 dalších z Maďarska uteklo. Maďarský vůdce Imre Nagy a někteří další byli po tajných soudních procesech popraveni.
Mezi lety 1957 a 1961 Chruščov otevřeně hrozil Západu jadernou zkázou. Tvrdil, že sovětské střely jsou mnohem lepší než ty americké a jsou schopné zničit jakékoli americké nebo evropské město. Nicméně Chruščov nesdílel Stalinův názor, že válka je nevyhnutelná, a spíše usiloval o „mírové soužití“. Stalin si myslel, že mezinárodní třídní boj znamenal nevyhnutelné střetnutí soupeřících stran, při kterém komunismus vyhraje při celosvětové válce; Chruščov chtěl nechat kapitalismus, aby se zhroutil sám, a mezitím posiloval své vojenské kapacity.
Tvrdý zásah Sovětů v Maďarsku překvapil veřejnost v komunistických i kapitalistických zemích, a komunistické strany hlavně v západní Evropě zaznamenaly velký pokles příznivců. Jugoslávský politik Milovan Djilas k tomu prohlásil: „Rána, kterou zasadila Maďarská revoluce komunismu, už nikdy nemůže být vyléčena.“

### Evropská integrace a celosvětové nepokoje

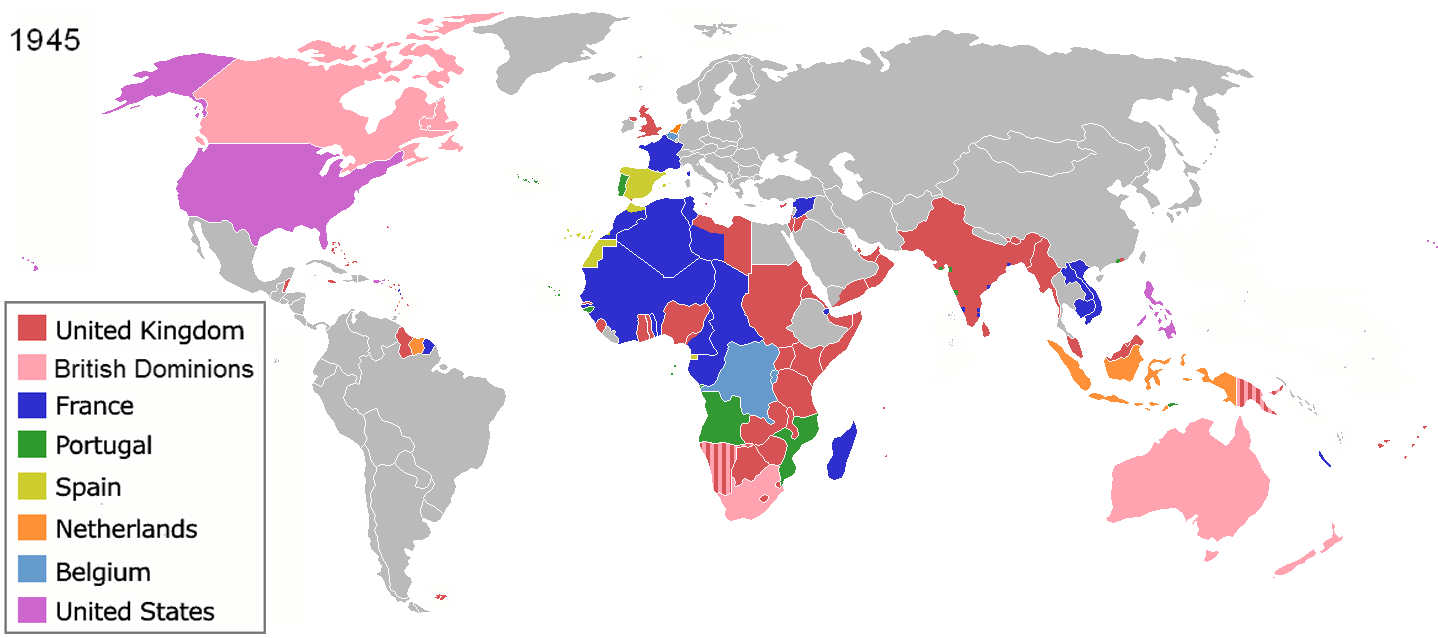
Zámořské državy evropských států před dekolonizací v 50. letech

Jedním z hlavních znaků 50. let byl počátek evropské integrace – zásadního vedlejšího produktu studené války, který Truman a Eisenhower podporovali politicky, ekonomicky i vojensky.
Nacionalistická hnutí v některých státech a regionech, jako např. v Guatemale, Indonésii a Indočíně, byla často spojena s komunistickými skupinami, nebo tak alespoň na Západě byla chápána. Během dekolonizace ve Třetím světě, která započala v 50. letech, Spojené státy a Sovětský svaz soupeřily o vliv v této oblasti.
Spojené státy využívaly Ústřední zpravodajskou službu (CIA) ke zbavování se nepřátelských vlád z Třetího světa a k podpoře spřátelených vlád. V roce 1953 CIA podnítila státní převrat, protože se chtěla zbavit předsedy vlády Muhammada Mosaddeka, který v roce 1951 znárodnil britskou ropnou společnost Anglo-Persian Oil Company a který podle USA a Spojeného království posouval Írán do sovětské sféry vlivu. Moci se jako autokratický panovník ujal prozápadní šáh Muhammad Rezá Pahlaví. Ten mimo jiné zakázal komunistickou stranu Tudeh.

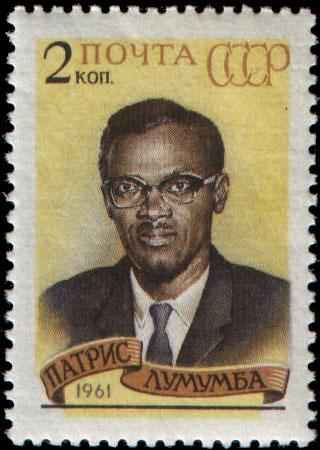
Zavražděný prosovětský konžský premiér Lumumba, kterého nahradil proamerický Mobutu

V Guatemale napomohla CIA k převratu, který v roce 1954 svrhl levicového, demokraticky zvoleného prezidenta Jacoba Árbenze Guzmána, který chtěl vyvlastnit a rozdat chudým bezzemkům neobdělávanou zemědělskou půdu, zčásti patřící americké společnosti United Fruit Company. Vojenská junta vedená Carlosem Castillem Armasem, která převzala moc, na žádost USA založila Národní výbor na obranu proti komunismu.
V Konžské republice, která se v červnu 1960 osvobodila od Belgie, nařídil prezident Joseph Kasavubu na žádost CIA odvolání demokraticky zvoleného předsedy vlády Patrice Lumumby a jeho vlády; Lumumba chtěl zase sesadit Kasavuba. V následné Konžské krizi se chopil moci Mobutu Sese Seko, kterého podporovaly USA a který rychle provedl vojenský převrat.
Francie po Indočínské válce a po porážce komunistickým hnutím Viet Minhem v bitvě u Dien Bien Phu roku 1954 souhlasila, že opustí Vietnam. Na Ženevské konferenci konané téhož roku byla podepsána dohoda na rozdělení Vietnamu na prosovětský Severní Vietnam a prozápadní Jižní Vietnam. Během let 1954 a 1961 Spojené státy posílaly Jižnímu Vietnamu finanční pomoc na boj proti komunismu.
Mnoho nově vznikajících států v Asii, Africe a Latinské Americe odmítalo přidat se na stranu Sovětů nebo Západu. V roce 1955 se na Bandungské konferenci několik států ze Třetího světa rozhodlo neúčastnit se studené války. V roce 1961 bylo založeno Hnutí nezúčastněných zemí.

### Roztržka mezi Čínou a SSSR, vesmírný závod, ICBM
Období po roce 1956 nebylo pro Sovětský svaz moc úspěšné, hlavně protože se začala rozpadat jeho aliance s Čínou. Mao Ce-tung obhajoval Stalina poté, co ho Chruščov po jeho smrti roku 1956 napadl. Nového sovětského vůdce považoval za povrchního šplhavce k moci.
Poté se Chruščov snažil čínsko-sovětské spojenectví obnovit, ale Mao ho považoval za bezvýznamné a všechny návrhy odmítl. Nepřátelství dvou zemí se proměnilo v propagandistickou válku. Sověti s Čínou soupeřili o vedoucí postavení v komunistickém hnutí.
USA a SSSR se snažily o vývoj zbraní dlouhého doletu, kterými by mohly napadnout území druhého státu. V srpnu 1957 Sověti vypustili první mezikontinentální balistickou raketu (ICBM) a v říjnu vyslali na oběžnou dráhu první satelit, Sputnik 1. Tím začaly vesmírné závody, které vyústily v přistání lidí na Měsíci, o kterém astronaut Frank Borman řekl, že bylo „pouze bitvou ve studené válce.“

### Kubánská revoluce a zátoka Sviní

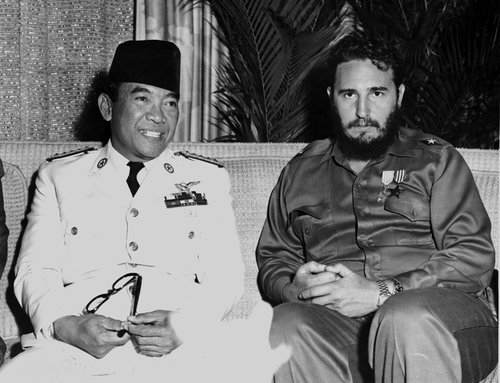
Fidel Castro a indonéský prezident Sukarno v Havaně roku 1960

V Kubě se v lednu 1959 chopilo moci Hnutí 26. července poté, co svrhlo prezidenta Fulgencia Batistu, jehož neoblíbený režim ztratil přízeň Eisenhowerovy vlády. Po Batistově pádu mezi Kubou a Spojenými státy fungovaly nějaký čas diplomatické vztahy, ale poté prezident Eisenhower úmyslně opustil hlavní město, aby se vyhnul setkání s mladým kubánským vůdcem Fidelem Castrem během jeho cesty do Washingtonu v dubnu toho roku. Setkal se s ním proto viceprezident Richard Nixon. Američané nevěděli, jestli je Castro komunista, ale nebyli spokojeni s jeho snahami o menší ekonomickou závislost na Spojených státech.
V dubnu 1961, krátce po nástupu nově zvoleného prezidenta Johna Fitzgeralda Kennedyho, proběhla neúspěšná invaze v zátoce Sviní organizovaná CIA. Castro, který se bál akcí, které by Spojené státy mohly provést příště, požádal o pomoc Sovětský svaz.

### Berlínská krize roku 1961

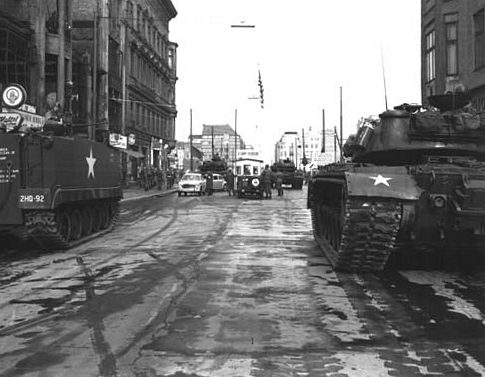
Sovětské tanky čelí americkým tankům na Checkpointu Charlie 27. října 1961 během berlínské krize

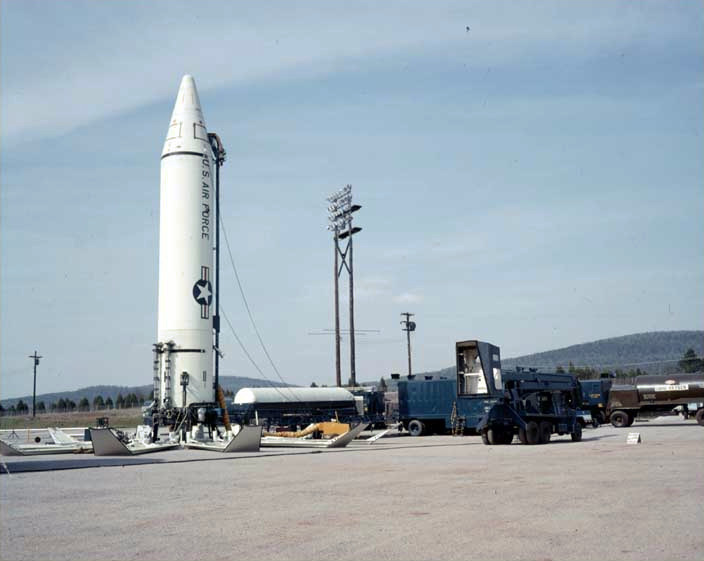
Více než 100 amerických balistických raket Jupiter schopných zasáhnout Sovětský svaz bylo v roce 1961 rozmístěno v Itálii a Turecku

První berlínská krize byla další velkou událostí studené války týkající se Berlína a poválečného Německa. Sovětský svaz zakazoval emigraci ze států východního bloku, ale mnoho východních Němců ročně emigrovalo do Západního Německa kvůli otevřeným hranicím mezi Východním a Západním Berlínem.
To vyústilo v obrovský odliv mozků z Východního do Západního Německa, kdy do roku 1961 téměř 3 000 000 východních Němců uprchlo do Západního Německa. Chruščov nejdříve předpokládal, že NDR časem převýší Západní Německo v životní úrovni a tím vlnu emigrace zastaví, ale to se nepodařilo. V srpnu 1961 tak Východní Německo vztyčilo ostnatý drát, který byl nakonec rozšířen a přestavěn na Berlínskou zeď a uzavřel tak únikovou cestu.

### Kubánská krize a sesazení Chruščova
Spojené státy se po invazi v zátoce Sviní dále snažily sesadit Castrovu vládu v Kubě. Naděje byly vkládány do tajného programu s názvem Kubánský projekt, který probíhal od roku 1961. Když se o něm Chruščov v únoru 1962 dověděl, začal plánovat umístění sovětských jaderných zbraní na Kubu.
Kennedy v reakci na tyto plány zahájil námořní blokádu Kuby a dal Sovětskému svazu ultimátum na odstranění raket. Chruščov ustoupil a Sovětský svaz jaderné zbraně odstranil za podmínek, že Spojené státy se o invazi Kuby už nepokusí.
Kubánská krize přivedla svět blíže k jaderné válce než kdykoli předtím. Mocnosti v ní využívaly doktrínu vzájemně zaručeného zničení.
V roce 1964 byl Chruščov zástupci nomenklatury sesazen a byl mu dopřán pokojný důchod. Byl obviněn z hrubosti, neschopnosti, zruinování sovětského zemědělství a dovedení světa na pokraj nukleární války.

## Konfrontace přes détente (1962–79)

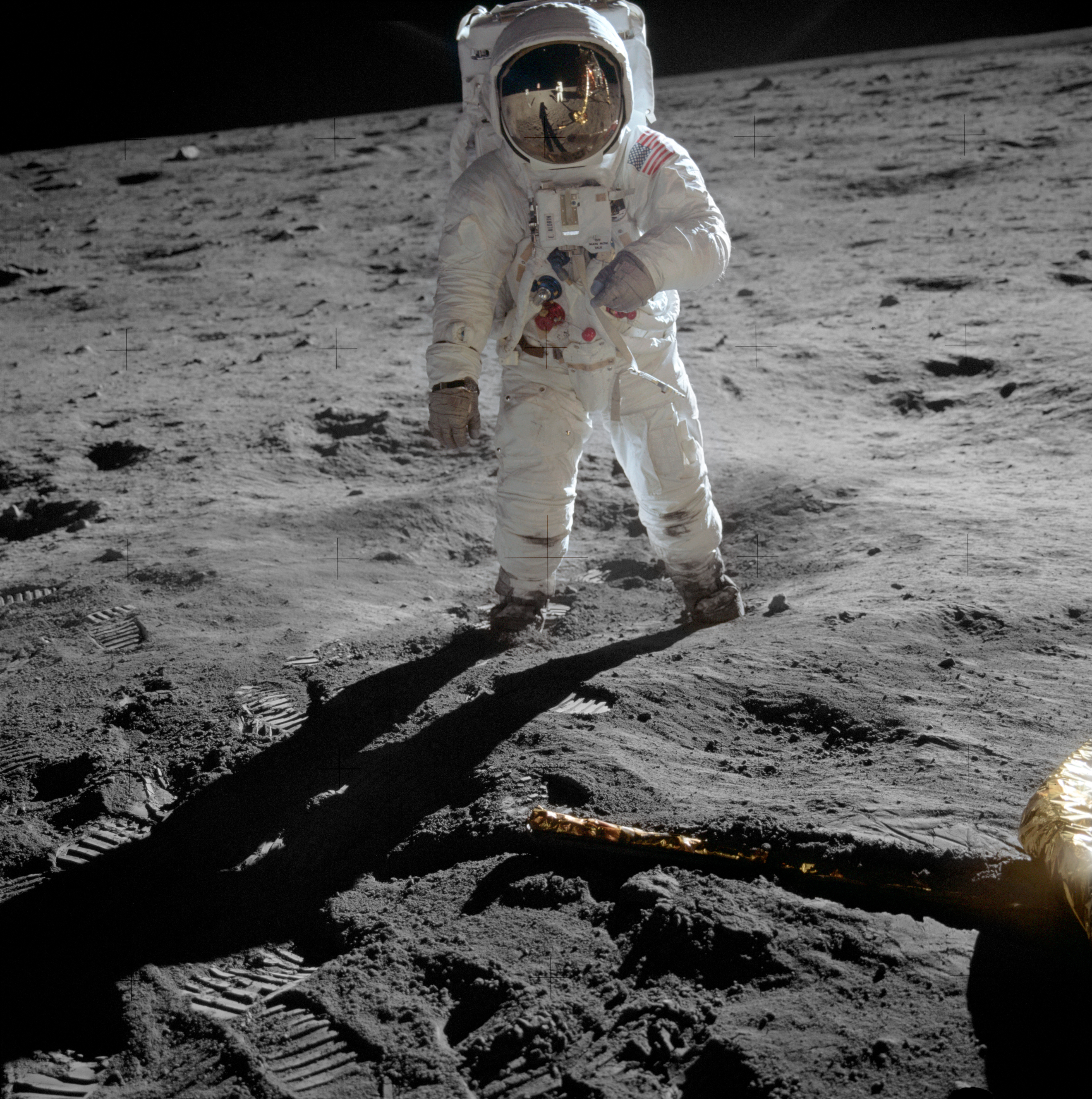
Spojené státy přistály na Měsíci v roce 1969 – mezník v kosmických závodech.

V šedesátých a sedmdesátých letech se účastníci studené války snažili přizpůsobit nové situaci, kdy se svět již nerozděloval na dva jasně odlišné tábory. Západní Evropa a Japonsko se po válce rychle zotavily a v 50. a 60. letech si udržovaly silný hospodářský růst a HDP na hlavu se přibližovaly Spojeným státům, kdežto ekonomika východního bloku stagnovala.
Kvůli ropné krizi v roce 1973 a vzrůstajícímu vlivu organizací jako OPEC a Hnutí nezúčastněných zemí se slabší státy častěji snažily odolávat tlaku obou velmocí. Sovětský svaz se mezitím snažil vyřešit hlubokou domácí ekonomickou krizi. Během tohoto období sovětští vůdci jako Leonid Iljič Brežněv a Alexej Nikolajevič Kosygin začali využívat politiku détente.

### Výstup Francie z vojenských struktur NATO
Deset let po svém vzniku se NATO začalo potýkat s problémy. V roce 1959 se prezidentem Francie stal Charles de Gaulle, který protestoval proti silnému vlivu Spojených států na Alianci a blízkým vztahům mezi Spojenými státy a Spojeným královstvím. 17. září 1958 poslal prezidentovi Dwightu D. Eisenhowerovi a britskému premiérovi Haroldu Macmillanovi memorandum, ve kterém žádal vyzdvižení Francie na stejnou pozici, jakou mají USA a Spojené království, a rozšíření působnosti NATO na oblasti jako Francouzské Alžírsko, kde Francie potřebovala pomoci se vzpourami.
Odpověď na memorandum de Gaulla neuspokojila a v roce 1966 Francie stáhla svou armádu z operací NATO a vykázala jednotky NATO ze svého území.

### Invaze do Československa
V roce 1968 v Československu probíhalo pražské jaro, období politického uvolnění, jehož reformy se pokoušely Československo demokratizovat. Během pražského jara vzrůstala svoboda tisku, slova a pohybu, uvažovalo se o multipartijním systému vlády, byla omezována moc tajné policie a uvažovalo se o odstoupení od Varšavské smlouvy.
Jako odpověď na pražské jaro sovětská armáda spolu s dalšími vojsky Varšavské smlouvy vpadla do Československa. Po invazi následovala vlna emigrace, kdy Československo opustilo na 300 000 lidí. Proti invazi protestovaly Jugoslávie, Rumunsko a Čína a komunistické strany ze zemí západní Evropy.

### Brežněvova doktrína

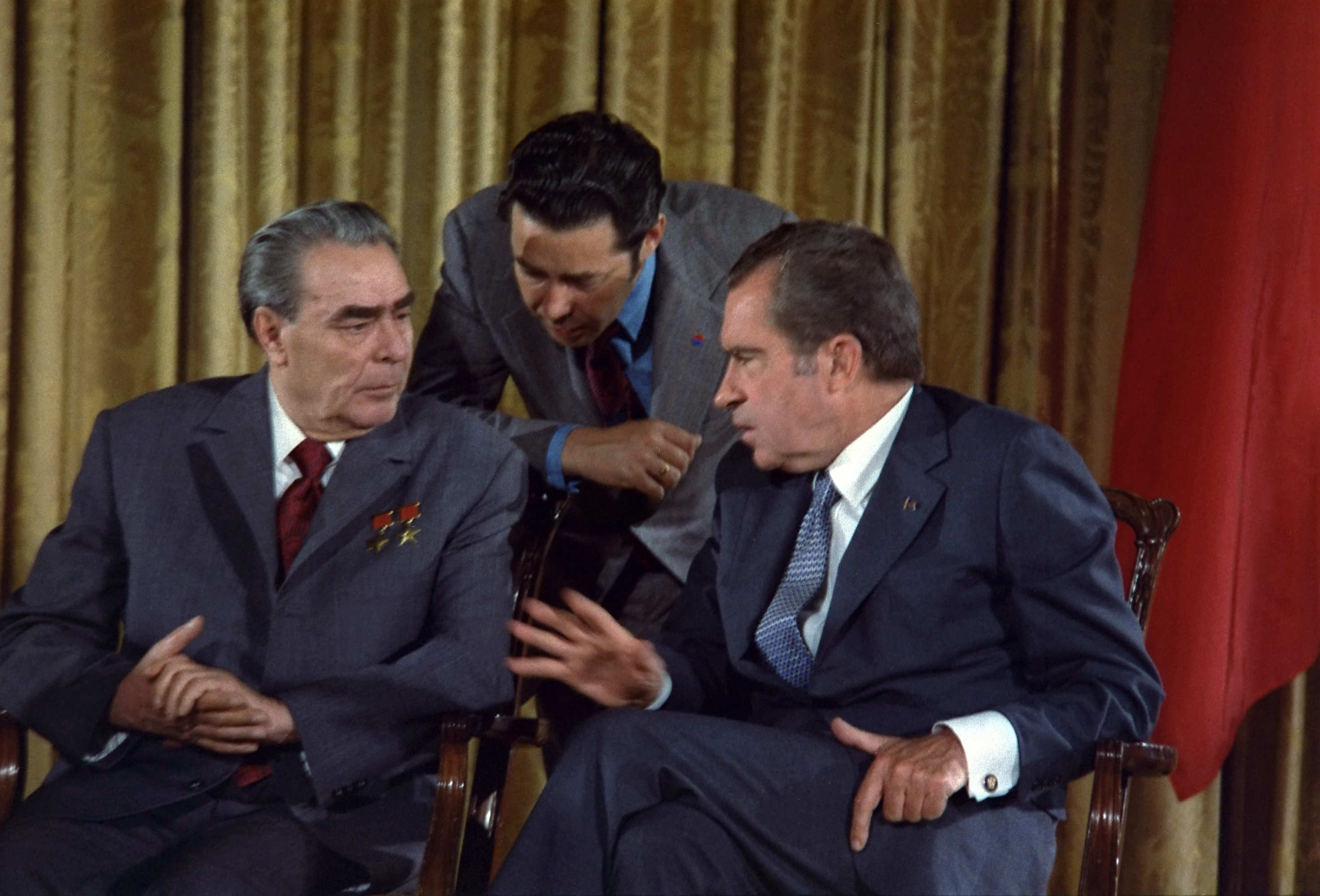
Leonid Iljič Brežněv a Richard Nixon během Brežněvovy návštěvy Washingtonu roku 1973

V listopadu 1968, měsíc po invazi do Československa, vyhlásil Brežněv doktrínu, ve které si připsal právo na porušení suverenity jakéhokoli státu, který se snažil nahradit marxismus-leninismus kapitalismem. Prohlásil, že „...to už nadále není záležitost jenom lidu té země, nýbrž společná věc všech socialistických zemí“.
Důvodem pro zavedení doktríny byly neúspěchy marxismu-leninismu ve státech jako Polsko, Maďarsko a Východní Německo, které procházely stagnací nebo dokonce poklesem životní úrovně, což bylo v kontrastu s prosperitou Západního Německa a celkově západní Evropy.

### Vystupňování ve Třetím světě
Na konci dubna 1965 vyslal prezident Lyndon B. Johnson do Dominikánské republiky zhruba 22 000 vojenských jednotek za účelem jednoroční okupace území, a to kvůli hrozbě revoluce ve stylu Kuby. V prezidentských volbách v roce 1966 zvítězil konzervativní Joaquín Balaguer.

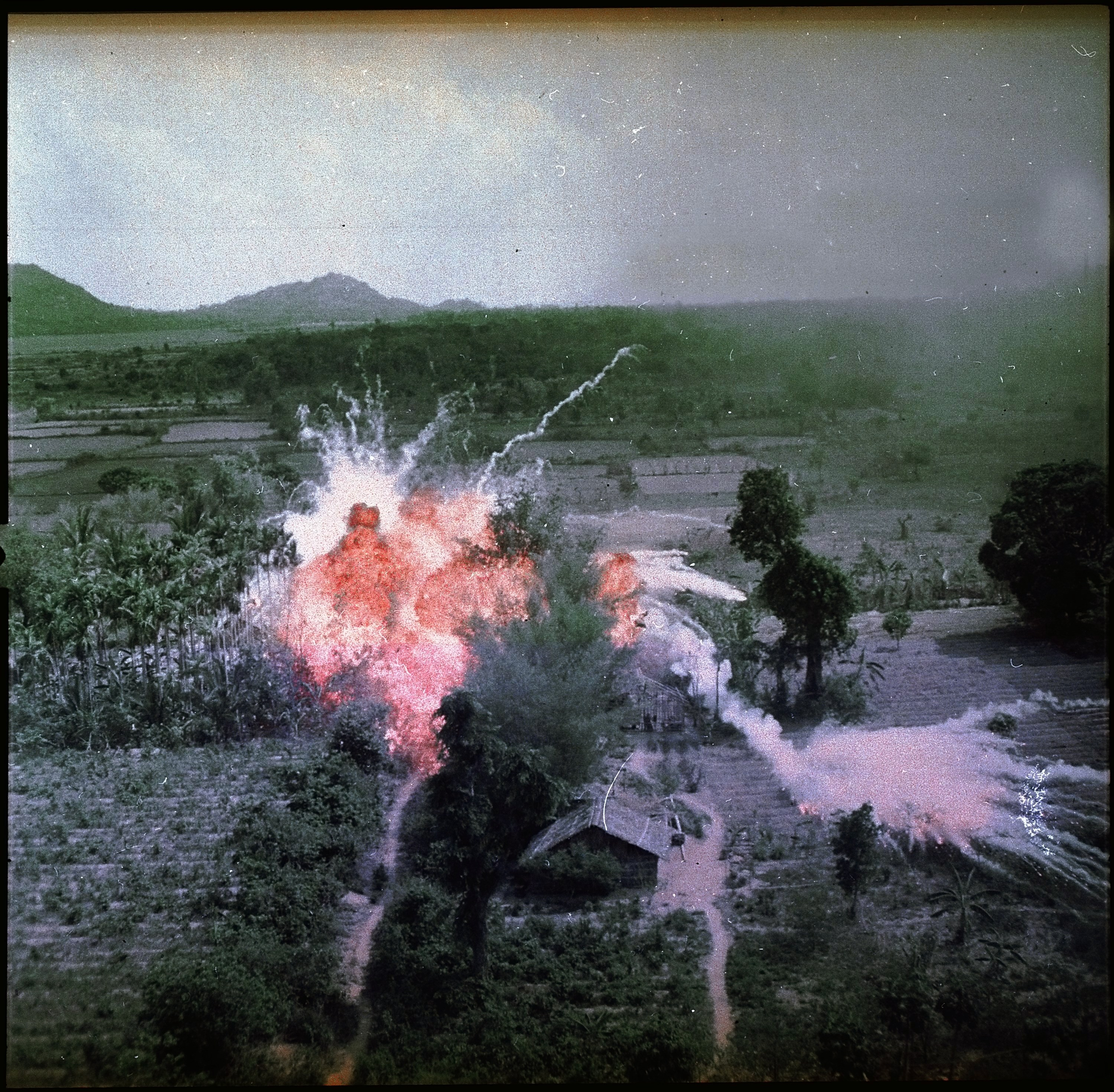
Americký napalmový útok na pozice Vietkongu během války ve Vietnamu v roce 1965

V Indonésii se antikomunista Suharto násilně ujal vlády nad zemí, když sesadil Sukarna a snažil se zavést vládu „Nového řádu“. Mezi lety 1965 a 1966 bylo zavražděno zhruba půl milionu členů a podporovatelů Indonéské komunistické strany a dalších levicových organizací.
Ve stupňující se americké intervenci v konfliktu mezi Jižním Vietnamem a komunistickým Vietkongem prezident Johnson vyslal do jihovýchodní Asie asi 575 000 jednotek, ale jeho drahá politika oslabila americkou ekonomiku a v roce 1975 vyústila v pro USA ponižující porážku této světové velmoci jedním z nejchudších států světa.
V Chile se prezidentem ve volbách roku 1970 stal kandidát socialistické strany Salvador Allende, který se tak stal prvním demokraticky zvoleným marxistickým prezidentem v Americe. Generál Augusto Pinochet provedl 11. září 1973 pravděpodobně s podporou CIA státní převrat a rychle se ujal moci. Allendeovy ekonomické reformy byly zrušeny a levicoví odpůrci byli zabiti nebo zajati.
V roce 1975 byla zahájena operace Condor, politická kampaň vedená proti komunismu a podporována Spojenými státy, které se účastnili Argentina, Brazílie, Bolívie, Chile, Uruguay a Paraguay.

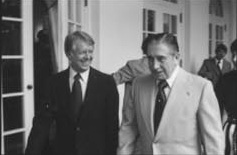
Generál Pinochet a americký prezident Jimmy Carter v roce 1977

Na Jamajce vyhrál všeobecné volby v roce 1972 Michael Manley, který se začal sbližovat s kubánskou vládou. Odpověď Spojených států spočívala ve financování jeho politických oponentů a podněcování povstání v jamajské armádě.
Na Blízkém východě se Egypt, který získal ekonomickou i vojenskou pomoc od Sovětského svazu, stavil proti prozápadnímu Izraeli v Šestidenní válce (1967) a Opotřebovací válce (1967–1970). Za vlády Anvara as-Sádáta se Egypt začal přeměňovat v proamerickou zemi. Sovětskému svazu se na Blízkém východě podařilo navázat blízké vztahy s Jižním Jemenem, Alžírskem a Irákem.
V Africe v roce 1969 somálští vojenští důstojníci vedeni Muhammadem Siadem Barrem provedli nenásilný státní převrat a vytvořili socialistickou Somálskou demokratickou republiku. V roce 1974 svrhl derg v čele s prosovětským Mengistem Hailem Mariamem v Etiopii proamerického císaře Haileho Selassieho I. a Mariam si vybudoval vztahy s Kubou a Sovětským svazem. Když spory mezi Somálskem a Etiopií vyústili v Etiopsko-somálskou válku (1977–1978), Barre ztratil podporu Sovětů a spojil se se Spojenými státy.
Po Karafiátové revoluci v roce 1974 se Portugalsko navrátilo k multipartijnímu systému vlády a umožnilo Angole a Východnímu Timoru vyhlásit nezávislost. V Angole, kde předtím od roku 1961 probíhala válka za nezávislost, se rozpoutala občanská válka mezi komunistickým hnutím MPLA a Národní frontou pro osvobození Angoly (FNLA). Spojené státy podporovaly zároveň hnutí FNLA i třetí stranu, Národní svaz za úplnou nezávislost Angoly (UNITA). Nakonec zvítězila MPLA.
Východní Timor vyhlásil nezávislost v listopadu 1975. S podporou Spojených států a Austrálie v prosinci téhož roku zahájila Indonésie okupaci tohoto území, která trvala čtvrt století.

### Sblížení Číny a Spojených států

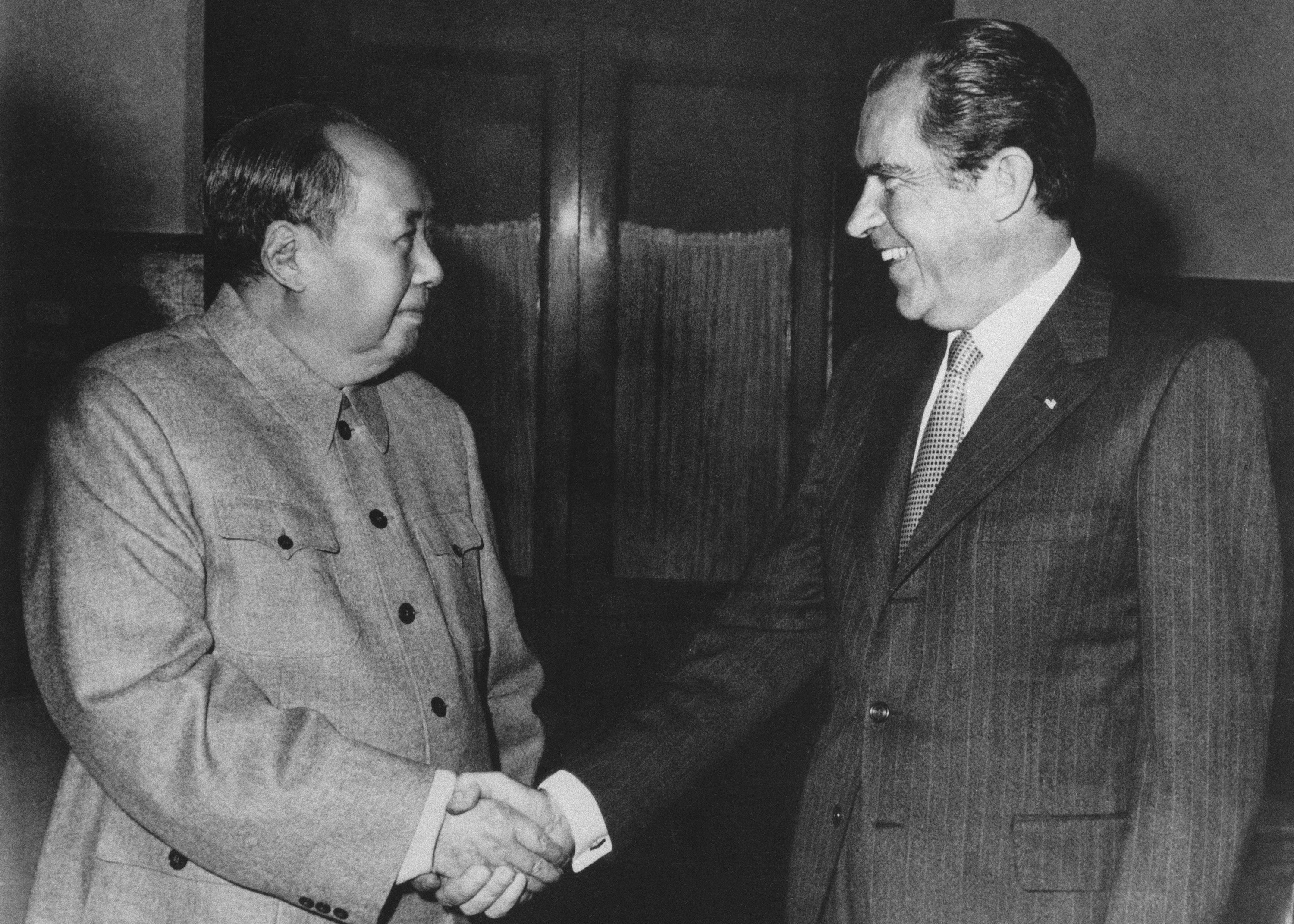
Mao Ce-tung a americký prezident Richard Nixon v roce 1972

Čínsko-sovětské roztržky vyústily v pohraniční konflikty v roce 1969 a americký prezident Richard Nixon těchto konfliktů využil ke zlepšení vztahů mezi USA a Čínou.
V únoru 1972 Nixon odcestoval do Číny na schůzi s Mao Ce-tungem a Čou En-lajem. V té době se kvůli válce ve Vietnamu snižoval vliv USA ve Třetím světě. I když i v 60. a 70. letech mezi Spojenými státy a Sovětským svazem probíhaly konflikty, napětí se začínalo zmírňovat.

### Nixon, Brežněv a détente
Po návštěvě Číny navštívil Nixon sovětské vůdce, např. Brežněva v Moskvě. Tyto rozhovory o omezení strategických zbraní vyústily ve dvě významné smlouvy o strategických zbraních: SALT I, první detailní smlouvu o omezení zbraní podepsané oběma mocnostmi, a smlouvu ABM o omezeních systémů antibalistických raket použitých proti raketovým nukleárním zbraním.
Nixon a Brežněv vyhlásili nové období „mírového soužití“ a zavedli novou politiku détente (uvolnění napětí). Mezitím se Brežněv snažil o oživení sovětské ekonomiky, která se kvůli vysokým vojenským nákladům zhoršovala.
Tento vývoj se shodoval s Ostpolitik (politikou založenou na zlepšování vztahů s východní Evropou) západoněmeckého kancléře Willyho Brandta. Byly učiněny další snahy o stabilizaci situace v Evropě, které vyústily v Závěrečný akt Konference o bezpečnosti a spolupráci v Evropě podepsaný v roce 1975.

### Zhoršení vztahů na konci 70. let

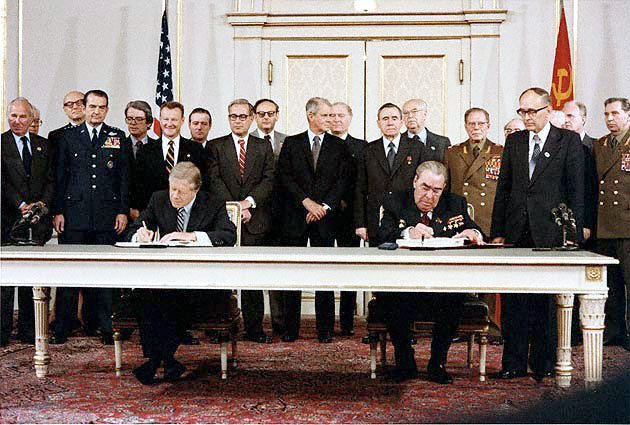
Leonid Iljič Brežněv a Jimmy Carter podepisují smlouvu SALT II 18. června 1979 ve Vídni

V 70. letech pokračovala KGB vedená Jurijem Vladimirovičem Andropovem v pronásledování sovětských osobností, které se stavěly proti režimu – např. Alexandra Solženicyna a Andreje Sacharova. Ve Třetím světe pokračoval nepřímý souboj mezi velmocemi.
I když se prezident Jimmy Carter snažil zbrzdit závody ve zbrojení podepsáním smlouvy SALT II v roce 1979, jeho snahy byly podlomeny jinými událostmi toho roku včetně Íránské islámské revoluce a Nikaragujské revoluce, které obě sesadily proamerické vlády.

## Druhá studená válka (1979–85)
Pojmem druhá studená válka je některými historiky označováno období návratu napětí do vztahu Sovětského svazu se Spojenými státy od konce 70. let do poloviny 80. let.

### Sovětská válka v Afghánistánu
Během prosince 1979 asi 75 000 sovětských jednotek vniklo do Afghánistánu kvůli podpoře marxistické vlády sestavené bývalým premiérem Núrem Muhammadem Tarakim, který byl v září toho roku zavražděn. Prezident Carter na sovětský zásah reagoval odstoupením od smlouvy SALT II, udělením embarga na dodávky obilí a technologií do Sovětského svazu a žádostí o zvýšení armádních výdajů. Dále oznámil, že Spojené státy budou bojkotovat letní olympijské hry v Moskvě roku 1980. Sovětský zásah označil za „nejvážnější ohrožení míru od dob druhé světové války“.

### Reagan a Thatcherová

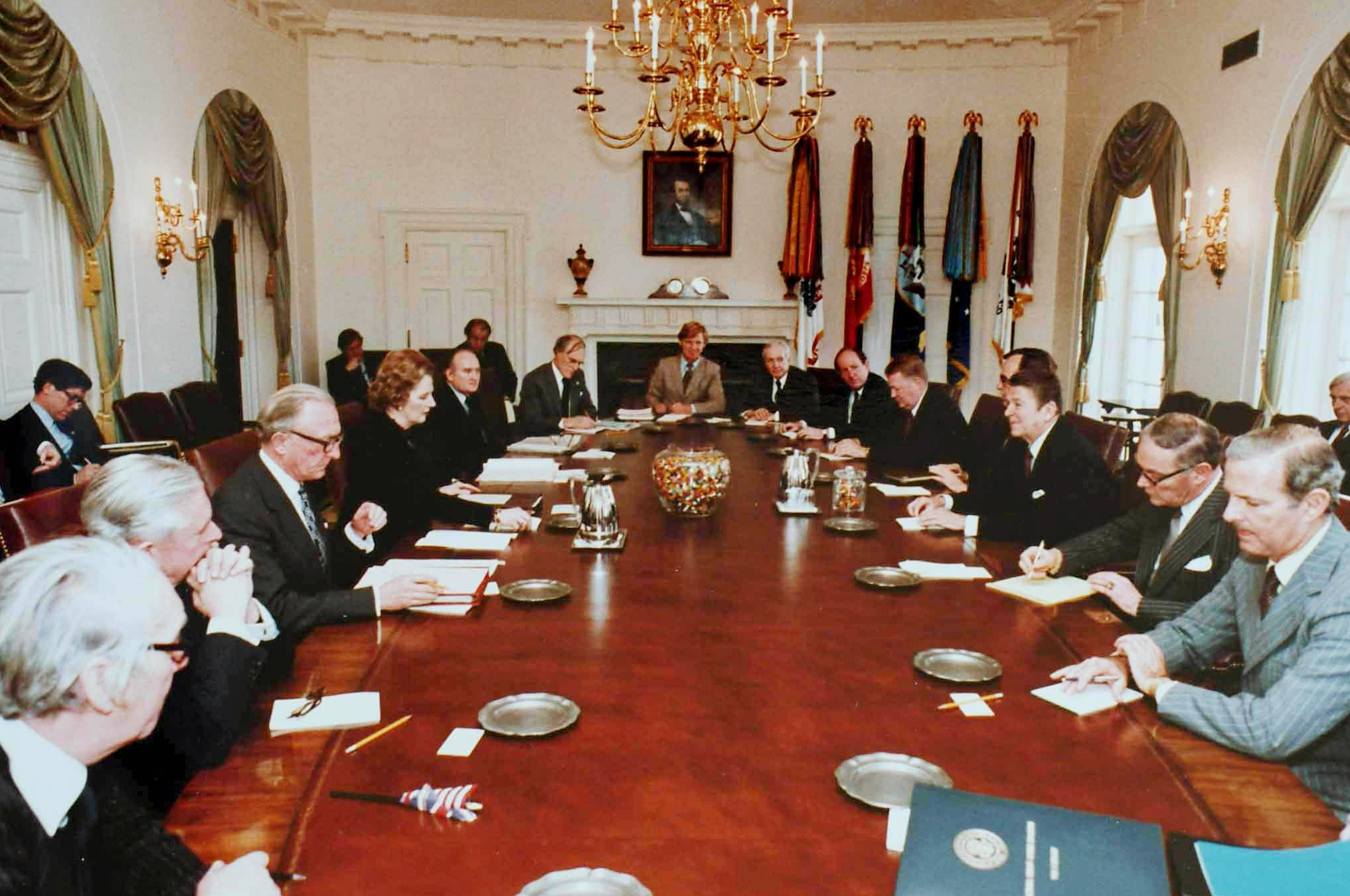
Ministerstvo Margaret Thatcherové na setkání s kabinetem Ronalda Reagana v Bílém domě v roce 1981

V roce 1980 porazil Ronald Reagan Jimmyho Cartera v prezidentských volbách. Reagan a nová britská předsedkyně vlády Margaret Thatcherová odsoudili sovětskou ideologii a zároveň kritizovali détente. Reagan označil komunismus za „dočasnou úchylku, která jednoho dne zmizí ze světa, protože je v rozporu s lidskou přirozeností“ a později označil Sovětský svaz za „říši zla“.
I přes výsledky Íránské islámské revoluce z roku 1979 a špatné vztahy s novou vládou Rúholláha Chomejního se Reaganova administrativa na začátku 80. let snažila s antikomunistickým Chomejním sblížit. Pomáhala mu např. ilegálním prodejem zbraní a v roce 1983 mu CIA vydala seznam íránských komunistů a dalších levicových politiků pracujících v íránské vládě.
Reaganův postoj ke komunismu se vyvinul v Reaganovu doktrínu, která ospravedlňovala snahy o podvracení komunistických vlád. CIA se snažila oslabit i samotný Sovětský svaz podporou islamismu ve většinově muslimské sovětské střední Asii. Navíc CIA podněcovala antikomunistickou pákistánskou službu Inter-Services Intelligence (ISI) k výcviku muslimů, kteří se měli účastnit džihádu proti Sovětskému svazu.

### Solidarita a výjimečný stav v Polsku
Papež Jan Pavel II. podporoval antikomunismus; na návštěvě svého rodného Polska v roce 1979 povzbudil náboženskou a nacionalistickou obnovu soustředěnou okolo hnutí Solidarita. V prosinci 1981 polský předseda vlády Wojciech Jaruzelski vyhlásil výjimečný stav, aby rostoucí vliv tohoto hnutí zastavil. Reagan na to odpověděl udělením ekonomických sankcí Polsku. Vlivný komunistický politik Michail Andrejevič Suslov radil sovětským vůdcům, aby nezasahovali, ani kdyby se Polsko dostalo pod kontrolu Solidarity. Odůvodňoval to případnými velkými ekonomickými sankcemi a hrozbou pro sovětskou ekonomiku.

### Sovětská a americká armáda a ekonomické problémy

Počet jaderných zbraní vlastněných SSSR/Ruskem a Spojenými státy v letech 1945–2014

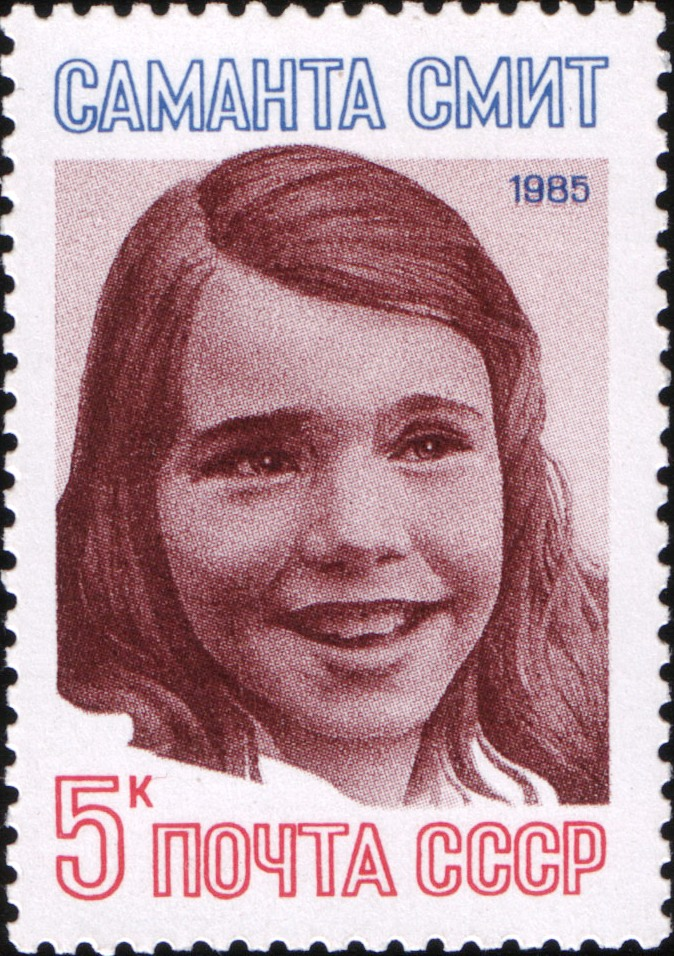
Poté, co Američanka Samantha Smithová napsala dopis Juriji Andropovovi, ve kterém psala o strachu z jaderné války, ji Andropov pozval do Sovětského svazu

Sovětský svaz vybudoval armádu, jejíž udržování stálo až 25 % sovětského hrubého národního produktu (HNP) na úkor spotřebního zboží a investic v civilním sektoru. Utrácení za závody ve zbrojení způsobilo problémy, které vyústily v déle než desetiletí trvající ekonomickou stagnaci v pozdních letech Brežněvovy vlády. Sovětské ozbrojené síly se staly největší armádou na světě co se týče počtu a typů zbraní, počtu jednotek a velikostí vojensko-průmyslového komplexu.
Poté, co na začátku 80. let armáda Sovětského svazu překonala armádu Spojených států, začal prezident Carter vynakládat více zdrojů na budování vojska. V tom pokračovala i administrace Ronalda Reagana, která zvýšila výdaje na armádu z 5,3 % HNP v roce 1981 na 6,5 % v roce 1986, což byl nejvyšší nárůst během doby míru v americké historii.
Budování napětí pokračovalo během 80. let, kdy Spojené státy oznámily program B-1 Lancer, vytvořily rakety LGM-118, umístily řízené střely do Evropy a oznámily Strategickou obrannou iniciativu.
Odpověď Sovětského svazu nespočívala v rozšiřování armády, protože obrovské armádní náklady spolu s plánovanou ekonomikou a kolektivizací už tak zatěžovaly sovětskou ekonomiku. V té době Spojené státy přesvědčily Saúdskou Arábii, aby těžila více ropy, i když těžbu zvyšovaly i státy mimo OPEC. Tato událost přispěla k nadbytku ropy v 80. letech, který poškodil Sovětský svaz, protože ropa byla hlavní součástí sovětského exportu. Problémy s plánovanou ekonomikou, snižování ceny ropy a vysoké armádní výdaje postupně přivedly Sovětskou ekonomiku ke stagnaci.
Dne 1. září 1983 Sovětský svaz při letu Korean Air 007 sestřelil Boeing 747, na jehož palubě bylo 269 lidí včetně amerického kongresmana Larryho McDonalda, protože narušil sovětský vzdušný prostor. Katastrofu poblíž ostrova Sachalin, kterou Ronald Reagan označil za „masakr“, nikdo nepřežil. Zkušební jaderný útok NATO, Able Archer 83 z listopadu 1983, je považován za nejnebezpečnější moment studené války od Karibské krize, protože Sovětský svaz cítil hrozbu jaderného útoku.
Od konce války ve Vietnamu americkou veřejnost znepokojovaly zásahy do cizích konfliktů. Reaganova administrace prosazovala rychlou a levnou taktiku protipovstaleckých operací. V roce 1983 Spojené státy zasáhly do Libanonské občanské války, vnikly do Grenady, bombardovaly Libyi a podpořily Contras, středoamerické antikomunistické paramilitantní skupiny, které se snažily o sesazení prosovětských Sandinistů v Nikaragui. I když byly mezi americkou veřejností podporovány zásahy v Grenadě a Libyi, podpora Contras vyústila v politický skandál.
Mezitím Sovětský svaz platil za své vlastní zahraniční operace. I když Brežněv v roce 1979 předpokládal, že Sovětská válka v Afghánistánu nebude trvat dlouho, Američany podporovaní muslimští partyzáni kladli proti invazi tuhý odpor. Sovětský svaz vyslal do Afghánistánu na podporu svého loutkového režimu 100 000 vojáků, pro což je tato válka někdy označována za „sovětský Vietnam“. Pro Sovětský svaz ale byla válka v Afghánistánu ničivější než válka ve Vietnamu pro Američany, protože konflikt probíhal ve stejné době jako vnitrostátní krize.
Dne 10. listopadu 1982 zemřel Leonid Iljič Brežněv. Další dva sovětští vůdci, Jurij Vladimirovič Andropov a Konstantin Ustinovič Černěnko, nevydrželi kvůli své smrti (9. února 1984, resp. 10. března 1985) v úřadu dlouho.

## Poslední roky (1985–91)

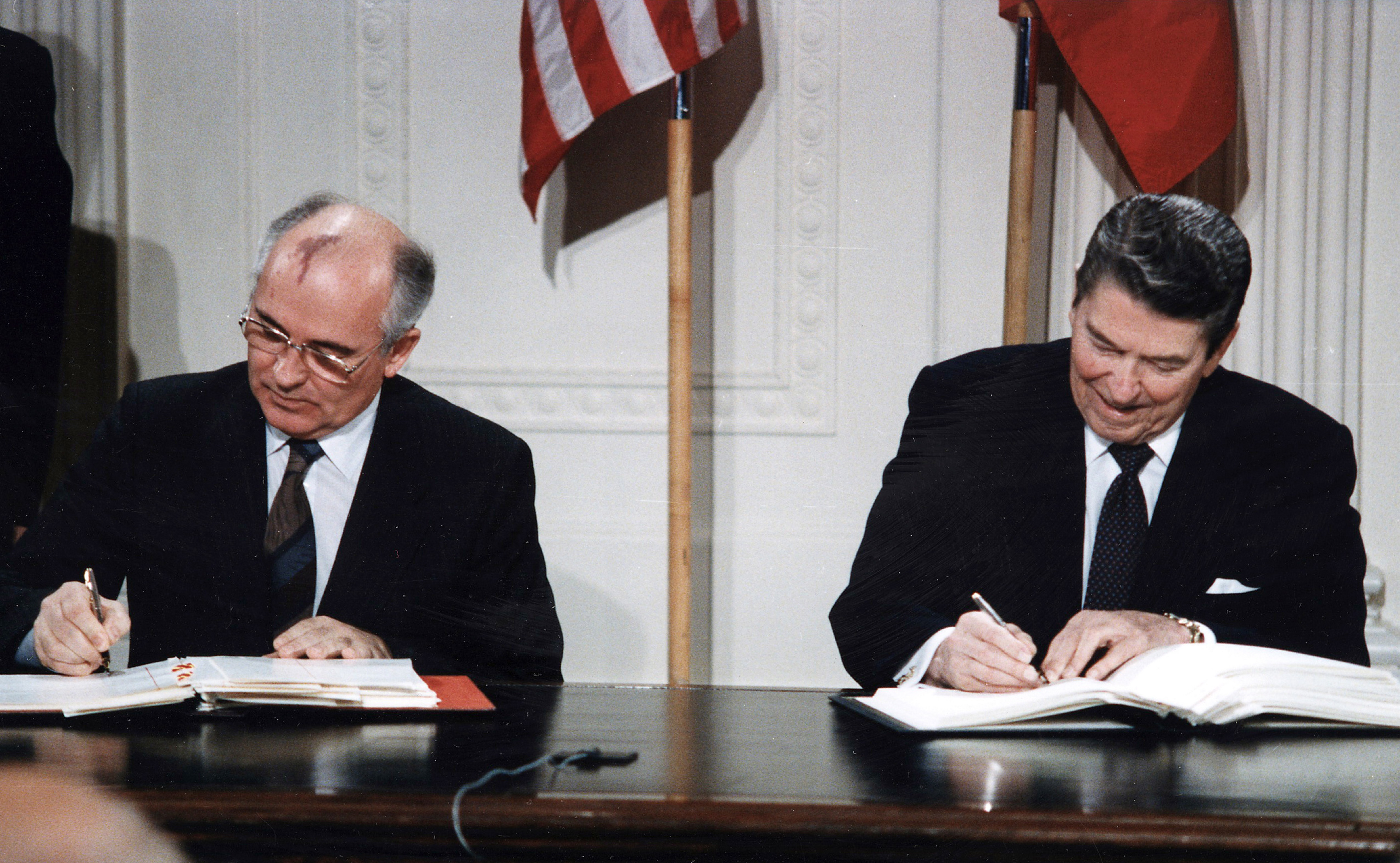
Michail Gorbačov a Ronald Reagan při podpisu Smlouvy o likvidaci raket středního a krátkého doletu v Bílém domě v roce 1987

### Gorbačovovy reformy
V roce 1985, kdy se generálním tajemníkem ÚV KSSS stal Michail Sergejevič Gorbačov, sovětská ekonomika stagnovala a čelila následkům přebytku ropy na světových trzích. Nový sovětský vůdce se i přes počáteční skepticismus Západu namísto pokračování závodů ve zbrojení snažil o zotavení sovětské ekonomiky. Rozhodl se proto zavést sérii změn. Oznámil skupinu ekonomických reforem zvanou perestrojka neboli přestavba, která umožnila soukromé podnikání a zakládání podniků se zahraniční účastí.
Zároveň s perestrojkou zavedl i glasnosť neboli otevřenost, která zvýšila svobodu tisku a transparentnost státních institucí. Glasnosť také Sovětům umožnila kontakt se západním světem, a to hlavně se Spojenými státy, čímž se umocňovala politika détente mezi těmito dvěma státy.

### Uvolnění vztahů
Po vojenských a politických ústupcích Sovětského svazu Ronald Reagan souhlasil s diskuzemi o ekonomických problémech a omezení závodů ve zbrojení. První setkání v listopadu 1985 v Ženevě skončilo bez konkrétního výsledku. Druhé setkání konající se v Reykjavíku probíhalo dobře do té doby, než se pozornost stočila na Strategickou obrannou iniciativu plánovanou Reaganem. Gorbačov po Reaganovi chtěl, aby ji zrušil, což on odmítl a summit opustil. Třetí setkání konané v roce 1987 vedlo k podpisu Smlouvy o likvidaci raket středního a krátkého doletu (INF). Smlouvou INF se oba státy zaručily o zničení všech jaderných raket a raket středního doletu (500–5500 km).
Ke konci osmdesátých let se vztahy Západu s Východem rychle uvolňovaly, což vyústilo v závěrečné setkání v roce 1991 v Moskvě, kde Gorbačov a George H. W. Bush podepsali dohodu START I o snižování počtu jaderných zbraní. Ještě předtím, v roce 1988, Gorbačov oznámil, že Sovětský svaz opouští od Brežněvovy doktríny a zavedl novou doktrínu, která byla později nazvána Sinatrova doktrína a která umožňovala státům východní Evropy rozhodovat o svých vlastních vnitřních otázkách.

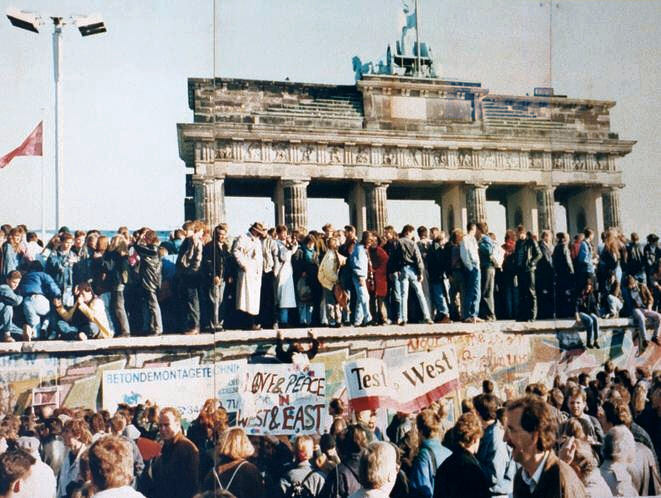
Pád Berlínské zdi v roce 1989

V roce 1989 sovětská armáda opustila Afghánistán. 11. listopadu 1989 se kvůli chybě člena politbyra Güntera Schabowského otevřela hranice mezi Východním a Západním Berlínem a v roce 1990 Gorbačov oficiálně schválil znovusjednocení Německa.
3. prosince 1989 Gorbačov a Reaganův nástupce George H. W. Bush na summitu na Maltě oznámili konec studené války; o dva roky později se dřívější soupeři spojili proti Iráku ve válce v Zálivu.

### Rozpad Sovětského svazu
V roce 1989 byl sovětský smluvní systém na pokraji zhroucení a komunističtí vůdci zemí Varšavské smlouvy ztráceli svou moc. V samotném Sovětském svazu oslabovala glasnosť vnitřní soudržnost a v únoru 1990, kdy se blížil začátek rozpadu Sovětského svazu, byla Komunistická strana nucena po 73 letech předat svou vládu nad státem.

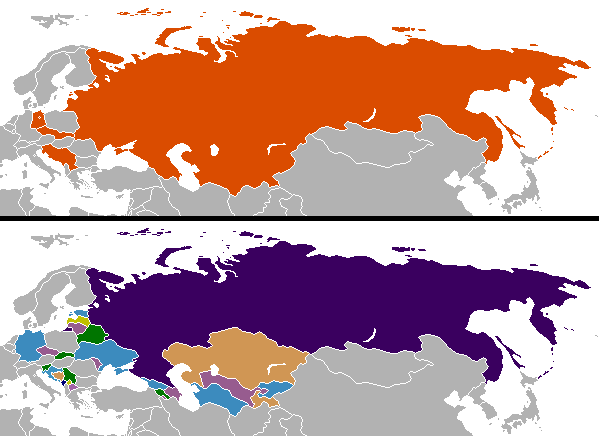
Změny hranic po skončení studené války

Ve stejné době se ve východním bloku rozpoutala vlna revolucí, při které státy jako Polsko, Maďarsko, Československo, Bulharsko a Rumunsko svrhly komunistickou vládu. Jedinou zemí, kde se změna režimu neobešla bez výraznějšího násilí, bylo Rumunsko, kde 17. listopadu armáda střílela do demonstrantů a zabila 97 lidí. Později byl za to Nicolae Ceaușescu, který střílení nařídil, popraven.
Gorbačovův shovívavý postoj k východní Evropě se původně nevztahoval na sovětské území; i Bush, který se s Gorbačovem snažil udržet přátelské vztahy, ho přesvědčoval, že Spojené státy si nepřejí oslabit jeho postavení. Sovětský svaz byl oslaben potlačeným Srpnovým pučem a vzrůstajícím počtem svazových republik, které hrozily vystoupením ze svazu. Jako konec Sovětského svazu je považován vznik Společenství nezávislých států 21. prosince 1991, ale oficiálně byl rozpad ohlášen 25. prosince.

## Následky

NATO/CSTO. NATO se rozšířilo na východ mezi země bývalé Varšavské smlouvy a dřívější části Sovětského svazu.

Po konci studené války Rusko výrazně snížilo armádní výdaje. Předtím ve vojensko-průmyslovém sektoru pracovala pětina dospělých Sovětů a po škrtech zůstaly miliony lidí bez zaměstnání. Poté, co v devadesátých letech prošlo sérií kapitalistických reforem, zažilo Rusko finanční krizi a recesi hlubší než Spojené státy a Německo během Velké hospodářské krize. V roce 1999 ale ekonomika zaznamenala nárůst.
Studená válka stále ještě ovlivňuje světové dění. Po rozpadu Sovětského svazu je svět často považován za unipolární se Spojenými státy považovanými za hegemona. Studená válka určila roli Spojených států: v roce 1989 měly válečnou smlouvu s 50 státy a 526 000 jejich jednotek bylo umístěných v zahraničí, z toho asi 350 000 v Evropě a zhruba 130 000 v Asii (hlavně v Japonsku a Jižní Koreji). Studená válka také zaznamenala vrchol vojensko-průmyslových komplexů v době míru, a to hlavně v USA, a také financování vědy armádou ve velkém měřítku.
Armádní výdaje Spojených států během studené války jsou odhadovány na 8 bilionů amerických dolarů a téměř 100 000 Američanů zemřelo během Korejské války a války ve Vietnamu. Počet ztrát sovětských vojáků je těžké odhadnout, ale podílem hrubého národního produktu byly výdaje Sovětského svazu mnohem vyšší než výdaje Spojených států. Kromě vojáků z povolání zemřely během zástupných válek miliony lidí, a to hlavně v jihovýchodní Asii.
Mocenský převrat v některých zemích vyústil v nové občanské a etnické konflikty, např. ve válku v Jugoslávii. Ve východní Evropě vznikly nové liberální demokracie, zatímco v jiných částech, např. v Afghánistánu, se státy zhroutily.

### Kulturní zobrazení
Studená válka jako celek je tématem deskové hry Studená válka, která patří k historicky hráči nejlépe hodnoceným deskovým hrám.

## Historiografie
Historici běžně hovoří o třech interpretačních stádiích studené války; v tomto ohledu se dělí na: „tradicionalisty“, „revizionisty“ a „postrevizionisty“.
Tradicionalisté přisuzují odpovědnost za studenou válku Sovětskému svazu a jeho rozpínání do východní Evropy. Revizionisté přisuzují více odpovědnosti Spojeným státům a zdůrazňují jejich snahu o izolaci Sovětského svazu už před koncem druhé světové války. Postrevizionisté se snaží o syntézu předchozích dvou škol.

#### Česky
- ANDREW, Christopher; MITROCHIN, Vasilij Nikitič. Operace KGB a studená válka: Mitrochinův archiv II. Praha: Rozmluvy; Leda, 2008. 502 s. ISBN 978-80-85336-44-3, ISBN 978-80-7335-140-3.
- DRULÁK, Petr. Metafory studené války: interpretace politického fenoménu. Praha: Portál, 2009. 293 s. ISBN 978-80-7367-594-3.
- GADDIS, John Lewis. Studená válka. Praha: Slovart, 2006. 278 s. ISBN 80-7209-843-8.
- KOURA, JAN: Zápas o východní Středomoří. Zahraniční politika Spojených států amerických vůči Řecku a Turecku v letech 1945–1953. Univerzita Karlova v Praze, Filozofická fakulta, 2013. ISBN 978-80-7308-468-4
- LUŇÁK, Petr. Západ: Spojené státy a Západní Evropa ve studené válce. Praha: Libri, 1997. 460 s. ISBN 80-85983-29-X.
- MASTNÝ, Vojtěch. Studená válka a sovětský pocit nejistoty: 1947-53, Stalinova léta nejistoty. Praha: Aurora, 2001. 294 s. ISBN 80-7299-049-7.
- NÁLEVKA, Vladimír. Kapitoly z dějin studené války. Praha: Institut pro středoevropskou kulturu a politiku, 1997. 146 s. ISBN 80-86130-00-2.
- NÁLEVKA, Vladimír. Karibská krize. Praha: ISV, 2001. 241 s. ISBN 80-85866-89-7.
- NÁLEVKA, Vladimír. Studená válka. Praha: Triton, 2003. 234 s. ISBN 80-7254-327-X.
- NÁLEVKA, Vladimír. Horké krize studené války. Praha: Vyšehrad, 2010. 196 s. ISBN 978-80-7429-011-4.
- PACNER, Karel. Atomoví vyzvědači studené války. Praha: Epocha, 2009. 501 s. ISBN 978-80-7425-001-9.
- PACNER, Karel. Osudové okamžiky Československa. Praha: Epocha, 2012. 711 s. ISBN 978-80-7243-597-5.
- REIMAN, Michal; LUŇÁK, Petr. Studená válka 1954-1964: sovětské dokumenty v českých archivech. Brno ; Praha: Doplněk ; Ústav pro soudobé dějiny AV ČR, 2000. 439 s. ISBN 80-7239-064-3, ISBN 80-7285-071-7.
- ULVR, Michal. Nukleární společnost ve Spojených státech amerických (1945–1964). Univerzita Karlova v Praze, Filozofická fakulta, 2014. ISBN 978-80-7308-496-7
- WANNER, Jan. Bitva o Suez: studená válka, druhý arabsko-izraelský konflikt a britsko-francouzská intervence v Egyptě. Praha: Libri, 2006. 560 s. ISBN 80-7277-298-8.

#### Anglicky
- GADDIS, John Lewis. Russia, the Soviet Union and the United States. An Interpretative History. New York: McGraw-Hill, 1990. Dostupné online. ISBN 0075572583.
- GEIGER, Till. Britain and the Economic Problem of the Cold War. Farnham: Ashgate Publishing, 2004. Dostupné online. ISBN 0754602877.
- KORT, Michael. The Columbia Guide to the Cold War. New York: Columbia University Press, 2001. ISBN 0231107730.
- SMITH, Joseph. The Cold War: 1945 - 1991. Hoboken: Wiley-Blackwell, 1997. Dostupné online. ISBN 0631191380.
- SAKWA, Richard. The rise and fall of the Soviet Union, 1917-1991. Londýn: Routledge, 1999. Dostupné online. ISBN 0415122902.